# エチオピア

エチオピア連邦民主共和国
የኢትዮጵያ ፌዴራላዊ ዲሞክራሲያዊ ሪፐብሊክ
（アムハラ語）
Ityoppiah Federalih Demokrasih Ummuno
（アファル語）
Rippabliikii Federaalawaa Dimookraatawaa Itiyoophiyaa（オロモ語）
Jamhuuriyadda Dimuqraadiga Federaalka Itoobiya（ソマリ語）
ናይኢትዮጵያ ፌዴራላዊ ዴሞክራሲያዊ ሪፐብሊክ
（ティグリニャ語）

国の標語：なし
国歌：ወደፊት ገስግሺ ውድ እናት ኢትዮጵያ（アムハラ語）
 前進せよ、親愛なる母エチオピア

エチオピア連邦民主共和国（エチオピアれんぽうみんしゅきょうわこく）、通称エチオピアは、東アフリカのアフリカの角地域に位置する連邦共和制の内陸国である。首都はアディスアベバ。
陸上の国境を接する国は、北が1993年に分離独立したエリトリア、東がソマリア、北東がジブチ、北西がスーダン、西が南スーダン、南がケニアである。アフリカ分割においてヨーロッパ諸国に植民地化されなかったエチオピア帝国の系譜を継ぐため、アフリカ最古の国と呼ばれることがある。
エチオピアはアフリカの政治の中心であり、アディスアベバにはアフリカ連合（AU）の本部がある。世界銀行は人口を、2023年時点で1億2652万7060人と推定している。エチオピアは急速に発展している国であるが、世界的に見て貧困国である。

## 概要
エチオピアは人類の誕生の地と言われる。紀元前5世紀から紀元前4世紀ごろ、ダモト（Dʿmt）王国が誕生し、1世紀にはソロモン朝のアクスム王国が成立。アクスム王国は高度な文明を持ち、交易で栄えた。4世紀ごろにはキリスト教を受容した。1137年にザグウェ朝がアクスム王国を滅ぼし、1270年にはザグウェ朝が倒されエチオピア帝国が成立、ソロモン朝が復活する。16世紀にはイスラム教勢力のアダル・スルタン国との戦いにより皇帝の権力は減少し諸公候が分立した。19世紀中頃、テオドロス2世がエチオピアの統一を達成した。メネリク2世が1896年のアドワの戦いでイタリアの侵略を退け、エチオピアはアフリカ諸国の中で植民地化されなかった国となった。
20世紀にはハイレ・セラシエ1世が即位し、1936年にイタリアの侵攻を受けたが、1941年に独立を回復。1974年、クーデターにより帝政は廃止され、軍・警察・領域警備軍から作られた暫定軍事行政評議会（デルグ）が政権を掌握。1987年にメンギスツ・ハイレ・マリアムは大統領に就任し、エチオピア人民民主共和国を樹立、エチオピア労働者党による一党独裁制を敷いた。1991年にはエチオピア人民革命民主戦線が政権を掌握し、現在の連邦民主共和国が成立した。現エチオピアは民族連邦制を標榜する国家である。
エチオピアはアフリカ大陸のアフリカの角に位置し、アラビア半島に陸を隔てて向かい合っている。エチオピアの中心部には、南北に走る大地溝帯が存在し、地形を東西に分けている。エチオピアは80以上の民族を抱える多民族国家で、民族間の対立が大きな問題となっている。キリスト教はアクスム王国時代からの主要な宗教であるが、イスラム教人口も多い。エチオピアはアフリカ連合(旧アフリカ統一機構)の主要な加盟国で、国際連合、非同盟運動の原加盟国でもある。2024年にはBRICSに正式加盟した。エチオピアの産業基盤は多様で、農業、インフラ、サービス業、繊維産業などの産業が経済をけん引し、中国はエチオピアへの開発を進めたが、経済の中心は農業であり世界の最貧国である。

## 国名
各公用語による正式名称は、
- アムハラ語: የኢትዮጵያ ፈደራላዊ ዲሞክራሲያዊ ሪፐብሊክ（ラテン文字転写:Ityop'iya Federalawi Demokrasiyawi Ripeblik）。通称、ኢትዮጵያ (Ityop'iya  聞く[ヘルプ/ファイル])。
- アファル語: Ityoppiah Federalih Demokrasih Ummuno。通称、Itiyobbiya。
- オロモ語: Rippabliikii Federaalawaa Dimookraatawaa Itiyoophiyaa。通称、Itoophiyaa。
- ソマリ語: Jamhuuriyadda Dimuqraadiga Federaalka Itoobiya。通称、Itoobiya。
- ティグリニャ語: ናይኢትዮጵያ ፌዴራላዊ ዴሞክራሲያዊ ሪፐብሊክ（ラテン文字転写:Nay-Ítiyop'iya Fēdēralawī Dēmokirasīyawī Rīpebilīki）。

公式の英語表記は、Federal Democratic Republic of Ethiopia。通称、Ethiopia（イースィオゥピア）。日本語での正式名称はエチオピア連邦民主共和国、通称エチオピア。1974年のエチオピア革命まではエチオピア帝国と呼ばれた。革命後、エチオピア共和国を宣言。1987年、革命後の民政移管でエチオピア人民民主共和国を宣言。1995年に現在のエチオピア連邦民主共和国となった。
ギリシア語のサハラ以南を指していた、「Aithein ops ia」（アイトスオプシア、日に焼けた人）から。日本語ではアビシニアとも呼ばれ、アラビア語で混血を意味する。

## 歴史

### 古代
エチオピアは人類の誕生の地と言われる。エチオピア南西部のオモ川下流域、エチオピア北東部、そしてエリトリアまで跨るアファール盆地から出土した人類化石は、初期人類史にとって重要な資料となっている。
1967年から1977年まで、オモ川下流域の調査が行われた。400万年前から100万年前までの地層において、下部の地層からアファール猿人が、上部の地層からはエチオピクス猿人、ボイセイ猿人、ホモ・ハビリスなどが発見された。また、同時期にアファール猿人の詳細が調べられた。1994年、440万年前のラミダス猿人の化石が発見され、2009年にはラミダス猿人の化石から全身像を復元することに成功した。

### 中世

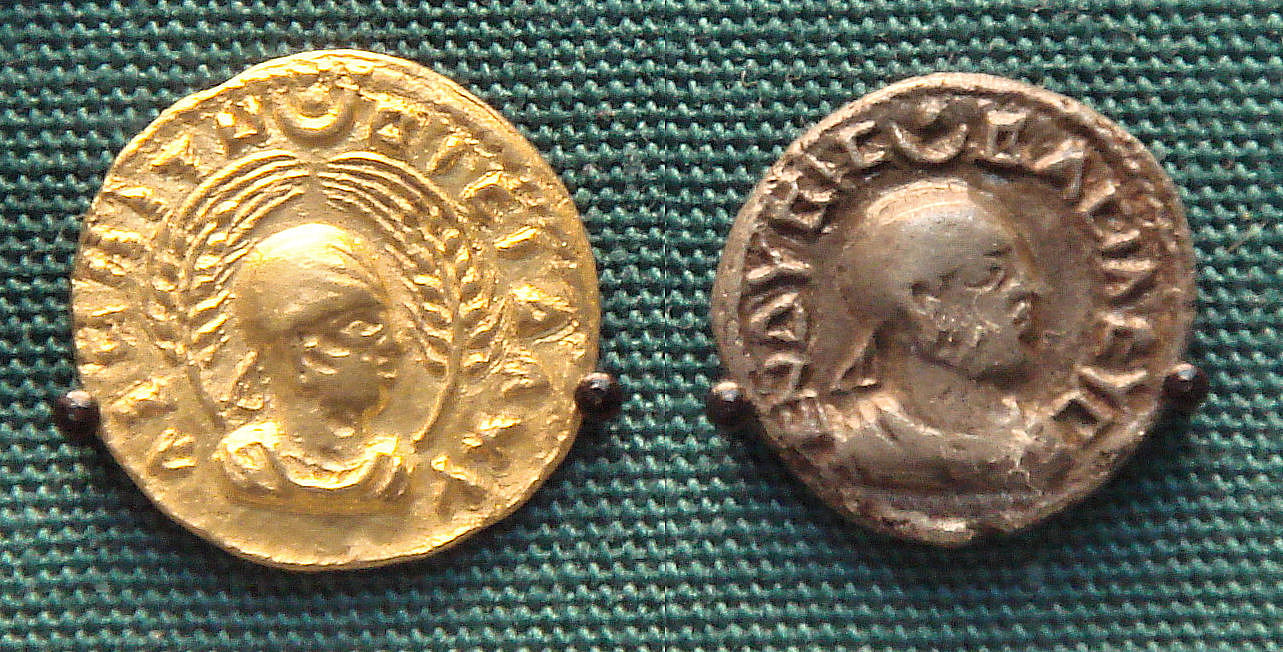
ギリシャ語が刻まれたアクスム王国の硬貨

紀元前5世紀から紀元前4世紀ごろ、ダモト（Dʿmt）王国が誕生した。エチオピア北部のアクスムと呼ばれる都市の東にあるイェア遺跡からは文明の根拠が見つかった。ダモトの文化は南アラビアの影響下にあったと言われるが、現地の自発的な発展に重きが置かれることもある。
アクスム王国は1世紀、または紀元前7世紀ごろに誕生した。王国はエチオピア高原の北部に位置し、その勢力圏がナイル川からアラビア半島に及んだこともあった。高度な古代文明を保有しており、独自の文字や貨幣を作った。王国は世界に解放されていて、紅海を通ってペルシア、インド、エジプト、そして地中海の国々と交易をおこなった。アクスム王国にはエジプトからキリスト教が伝えられ国教とした。アクスムの王であるエザナは、333年ごろにキリスト教に改宗した。キリスト教は21世紀にいたるまでエチオピアの主要な宗教となっている。アクスム王国、そしてエチオピア帝国の王朝であるソロモン朝の初代、メネリク1世はソロモン王とシバの女王の子であるという伝説をもつ。
王国は環境破壊、気候の乾燥化、イスラム教勢力による交易ルートの消失によって衰退していく。1137年、アガウ族のザグウェ朝にアクスム王国は滅ぼされた。ただ、当時の文化は受け継ぎ、ゲブレ・メスケル・ラリベラ王は首都ラリベラに11の教会を建設した（ラリベラの岩窟教会群）。1270年、アムハラ人貴族とエチオピア正教会の支援を受けたイクノ・アムラクはザグウェ朝を滅ぼし皇帝に即位する。

### ソロモン朝の復活から諸公候時代
アムラクによって「復活」したとされる新ソロモン朝は脆弱であったが、1314年に即位したアムデ・ション1世はエチオピア高原の様々な場所に遠征し勢力圏を拡大した。帝国は中央集権的な体制ではなく、地方の支配者が皇帝に忠誠を誓う形で統治されていた。皇帝は「王中の王」であった。皇帝はエチオピア正教会と結びつき、エチオピア国内にアムハラ語とキリスト教が浸透した。エチオピアと呼ばれた帝国はアクスム王国と同じく、交易で栄えた。
ムスリム商人はエチオピアにおける交易ルートを掌握し、エチオピアの人々にイスラム教を広めた。エチオピアの東の交易ルート沿いにはイスラム教系のイファト・スルタン国、そしてアダル・スルタン国が成立、当時は西のエチオピアと共存関係にあった。
しかし、16世紀に入るとアダル・スルタン国のアフマド・グラニィがエチオピアに対して「ジハード」を宣言。アダル・スルタン国の皇帝、レブナ・デンゲルはオスマン帝国の支援の下エチオピアに侵攻、教会や修道院を破壊した。ヨーロッパの国でキリスト教国のポルトガルはキリスト教王国のエチオピアを支援し、加勢を受けたエチオピア軍はタナ湖の岬でグラニィを戦死させた。
アダル・スルタン国は撤退したが、エチオピア全土は疲弊した。エチオピアには諸侯が権力争いに明け暮れ、皇帝の権力は減少した（諸公候時代）。皇帝ファシリダスは求心力を回復させようと、タナ湖の北に首都ゴンダールを建設した。このころ、南方からオロモ人がエチオピア高原に進出し、オロモ人はキリスト教化・イスラム教化が進んだ。

### ソロモン朝の中興

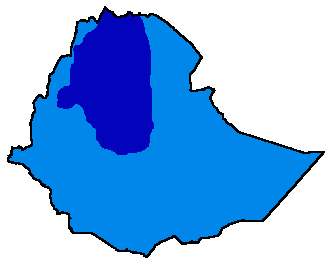
メネリク2世の南部への拡大

19世紀中頃、諸公侯の群雄割拠を抑えて再び統一へ向かわせたのがテオドロス2世である。皇帝に即位する前はカッサ・ハイルと呼ばれ、武力によって諸公侯を制圧した。エチオピアの再興の基盤を作ったとも言われるが、イギリスとの戦いで敗北したため統治期間は13年間と短かった。
その後継者のヨハネス4世はスーダンのマフディーと戦い、ソロモン朝のもとにメネリク2世などの諸公候たちが団結した。3月9日、ヨハンネス4世は戦いの中で負傷し死亡する。メネリク2世はこの時期に勢力を広げ、ヨーロッパ諸国から手に入れた武器によってエチオピア南部を征服、ウッチャリ条約によってイタリアに皇帝として承認される。メネリク2世は19世紀の末にイタリアの侵略を受けたが、1896年のアドワの戦いによって、これを退けた（第一次エチオピア戦争）。このことは、ヨーロッパ諸国はエチオピア帝国の主権を認めざるを得なくなったと同時に、アフリカ人たちに大きな勇気を与えた。これにより、エチオピアはリベリアと並んでアフリカで独立を守り切った国家となった。
1930年11月2日に皇帝に即位したハイレ・セラシエ1世は、即位後エチオピア初の成文憲法となったエチオピア1931年憲法を大日本帝国憲法を範として制定した。1930年11月2日の皇帝ハイレ・セラシエの即位は、カリブ海のイギリス植民地、ジャマイカのマーカス・ガーベイの思想的影響を受けていた黒人の間に、ハイレ・セラシエを黒人の現人神たる救世主、「ジャー」であると見なすラスタファリ運動を高揚させ、アメリカ大陸の汎アフリカ主義に勢いを与えた。

### イタリア領東アフリカ
しかし、新帝ハイレ・セラシエ1世の即位とエチオピア帝国憲法の制定も束の間の平穏であった。ファシスト・イタリアの大統領ベニート・ムッソリーニは、1931年の時点で人口が4,200万人に達していたイタリア国内の過剰人口を入植させるための「東アフリカ帝国」の建設を目論み、1934年の「ワルワル事件」を経た後、「アドワの報復」と「文明の使節」を掲げて1935年10月3日にイタリア軍がエチオピア帝国に侵攻、第二次エチオピア戦争が勃発した。イタリア軍は1936年3月のマイチァウの戦いで毒ガスを使用して、近代武装した帝国親衛隊を含むエチオピア軍を壊滅させた後、皇帝ハイレ・セラシエ1世はジブチを経て英国ロンドンに亡命、1936年5月5日にピエトロ・バドリオ率いるイタリア軍が首都アディスアベバに入城した。
首都アディスアベバ陥落後、1936年から1941年にかけてエチオピアはイタリアの植民地に編入され（イタリア領東アフリカ）、ファシスト・イタリアはイスラーム教徒のオロモ人を優遇し、キリスト教徒のアムハラ人を冷遇する分割統治策を採用した。その間も「黒い獅子たち」と呼ばれるゲリラが抗イタリアのレジスタンス運動を行った。

### イギリス軍政とソロモン朝復古独立

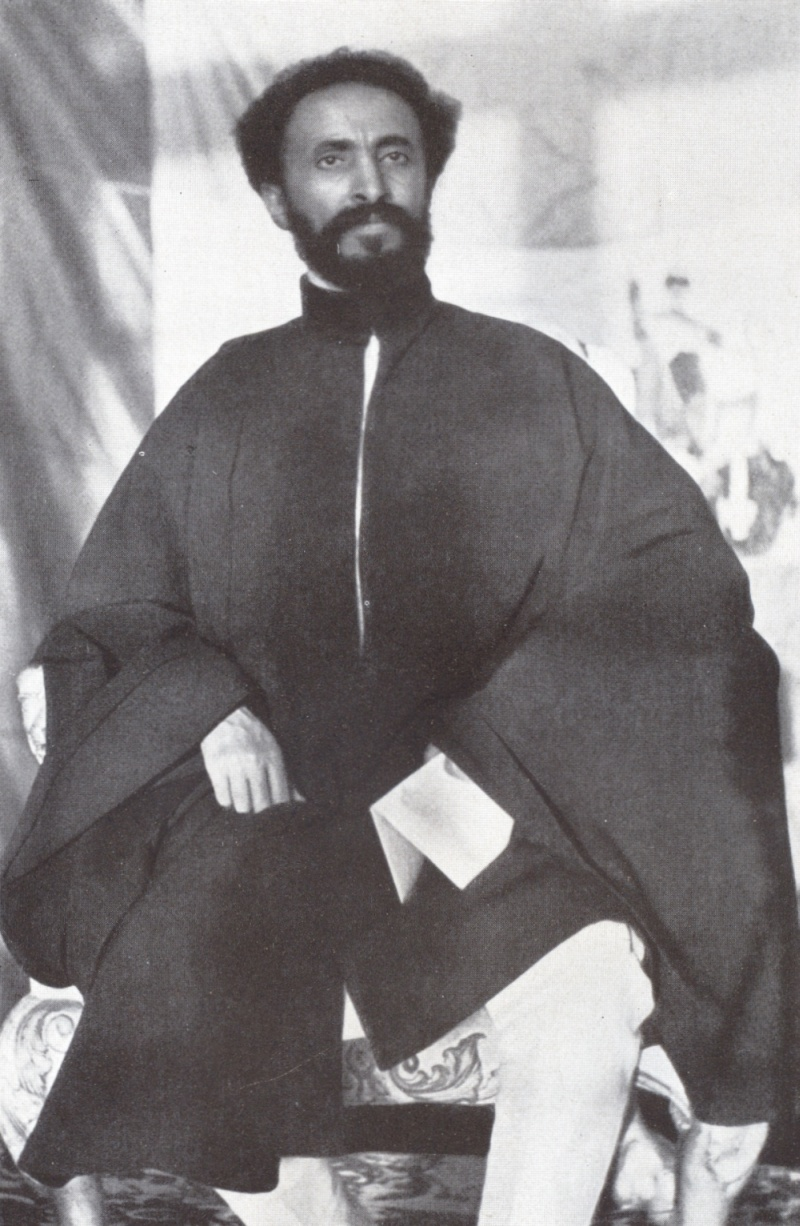
エチオピア帝国最後の皇帝ハイレ・セラシエ1世。アフリカ統一機構やラスタファリ運動でカリスマ的存在となり、世界各地の黒人に大きな希望を与えた。

1939年9月1日に第二次世界大戦が勃発。1940年6月10日、ナチス・ドイツと同盟していたイタリアは枢軸国側で参戦し、イギリスなど連合国と戦いを繰り広げた。エチオピアを占領していたイタリアは、イギリスとの間で東アフリカ戦線を戦ったが、アフリカ大陸におけるイタリアの勢力は退潮気味となった。間隙を縫うようにイギリス軍がエチオピアに侵攻。1941年4月6日には先遣部隊がアジスアベバに到達した。その後、皇帝ハイレ・セラシエ1世はイギリス軍と共にアディスアベバに凱旋した。英軍政を経た後、5月5日、ハイレ・セラシエ1世は首都に帰還。再び独立を宣言した。1942年1月にはアングロ・エチオピア協定を承認、イギリスに独立国として承認された。
戦後の1952年にエリトリアと連邦を組んで、エチオピア・エリトリア連邦が成立した。しかし、国内の封建的な諸制度は温存されたままであり、これが社会不安を引き起こすこととなった。1960年には皇帝側近によるクーデター未遂が勃発した。

### 帝政廃止
1962年にはエリトリアをエリトリア州として併合した。こうした中、1973年にエチオピア北部での干ばつの発生、物価高騰によるアディスアベバのデモ騒乱などから陸軍が反乱を起こした。最後の皇帝であるハイレ・セラシエ1世は1974年9月に軍のクーデターによって逮捕・廃位させられた。そして、軍によって穏健派のアンドムを筆頭とした暫定軍事行政評議会（デルグ、PMAC）が結成される。デルグは1975年3月21日に帝政の廃止を正式に発表した。
1976年に入ると年率50%に近いインフレーション、エリトリア解放戦線との戦闘、労働者の賃上要求ストライキが続発するなど国内は疲弊した。同年2月と6月には、旧支配部族層によるクーデターも発生したが軍事政権に鎮圧された。1977年2月にメンギスツ・ハイレ・マリアムがPMAC議長に就任するが、1987年に新憲法を採択、メンギスツは大統領に就任し、エチオピア人民民主共和国を樹立、エチオピア労働者党による一党独裁制を敷いた。クーデターによって成立した軍事政権は民族自決権を否定した。軍事政権期、ティグレ人民解放戦線（TPLF）とオロモ解放戦線（OLF）が結成された。

### エリトリアの独立・EPRDF政権

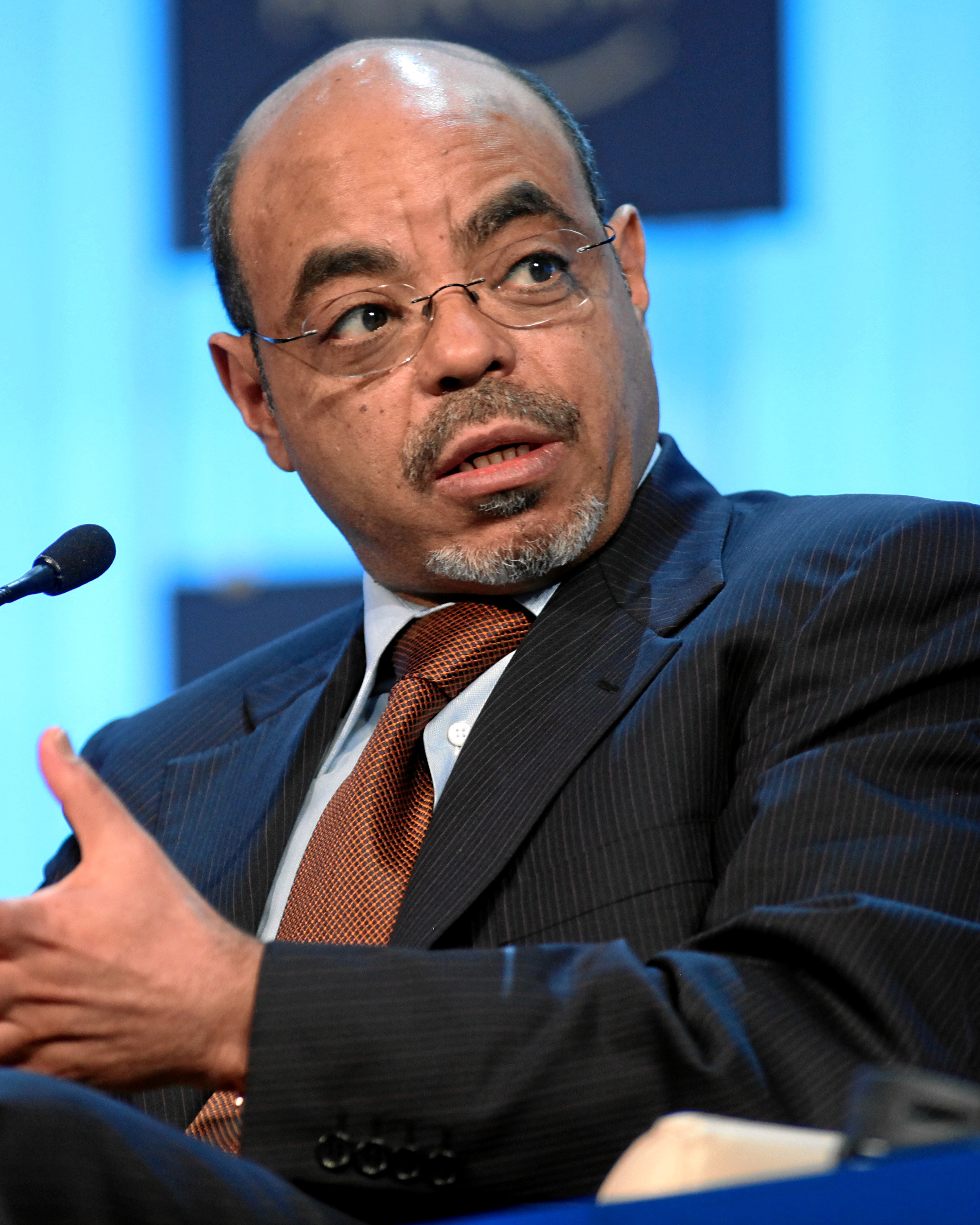
メレス・ゼナウィはエチオピアの民族連邦制に大きな役割を果たした

1991年、エチオピアからの独立を目指すエリトリアの勢力のうちの最大勢力、エリトリア人民解放戦線（EPLF） は、エチオピアの反政府勢力ティグレ人民解放戦線（TPLF）などと共に首都に突入。メンギスツ政権を倒し、同年5月29日、EPLFは独立宣言を行った。この時の合意によりTPLFを中心とした反政府勢力連合エチオピア人民革命民主戦線（EPRDF）によるエチオピア新体制の確立に伴い、1993年5月24日にエリトリアの独立が承認された。1991年7月、エチオピア平和民主暫定会議において暫定期間憲章が採択され、メレス・ゼナウィを中心とする暫定政府が成立。1995年、人民代表院選挙と地方議会選挙が行われ、暫定政府が発展解消。エチオピア連邦民主共和国が成立する。
TPLFはエチオピア人民革命民主戦線（EPRDF）を結成し、「脱アムハラ」を掲げ民族連邦制を採用した。この制度は1995年に施行された新憲法に基づき、民族の自決権と地方分権を促進することを目的としていた。エチオピアはEPRDF政権の下で高成長を維持し、国際社会から高い評価を得た。しかし、EPRDFはメレス首相のもとに民族系・非民族系を問わず反体制派を徹底的に弾圧した。21世紀にかけて、オガデンの反乱と呼ばれるオガデン民族解放戦線による反乱が続いた。
1998年5月、エリトリアと国境付近のバドメ地区の領有権をめぐり戦争に発展。2000年6月メレス首相は、アフリカ統一機構 (OAU) の停戦提案を受け入れた。7月、国際連合安全保障理事会は国際連合安全保障理事会決議1312号によりPKOである国際連合エチオピア・エリトリア派遣団（UNMEE）設置を決定した。
2011年、東アフリカ大旱魃が発生する。エチオピアにおいては大規模な旱魃が発生し、ソマリアから大量の難民が流入した。
2012年8月20日、メレス首相の死去を受け、ハイレマリアム・デサレンが新首相に就任した。しかし、反体制派の活動が激化、辞任を余儀なくされる。

### アビィ・アハメド政権

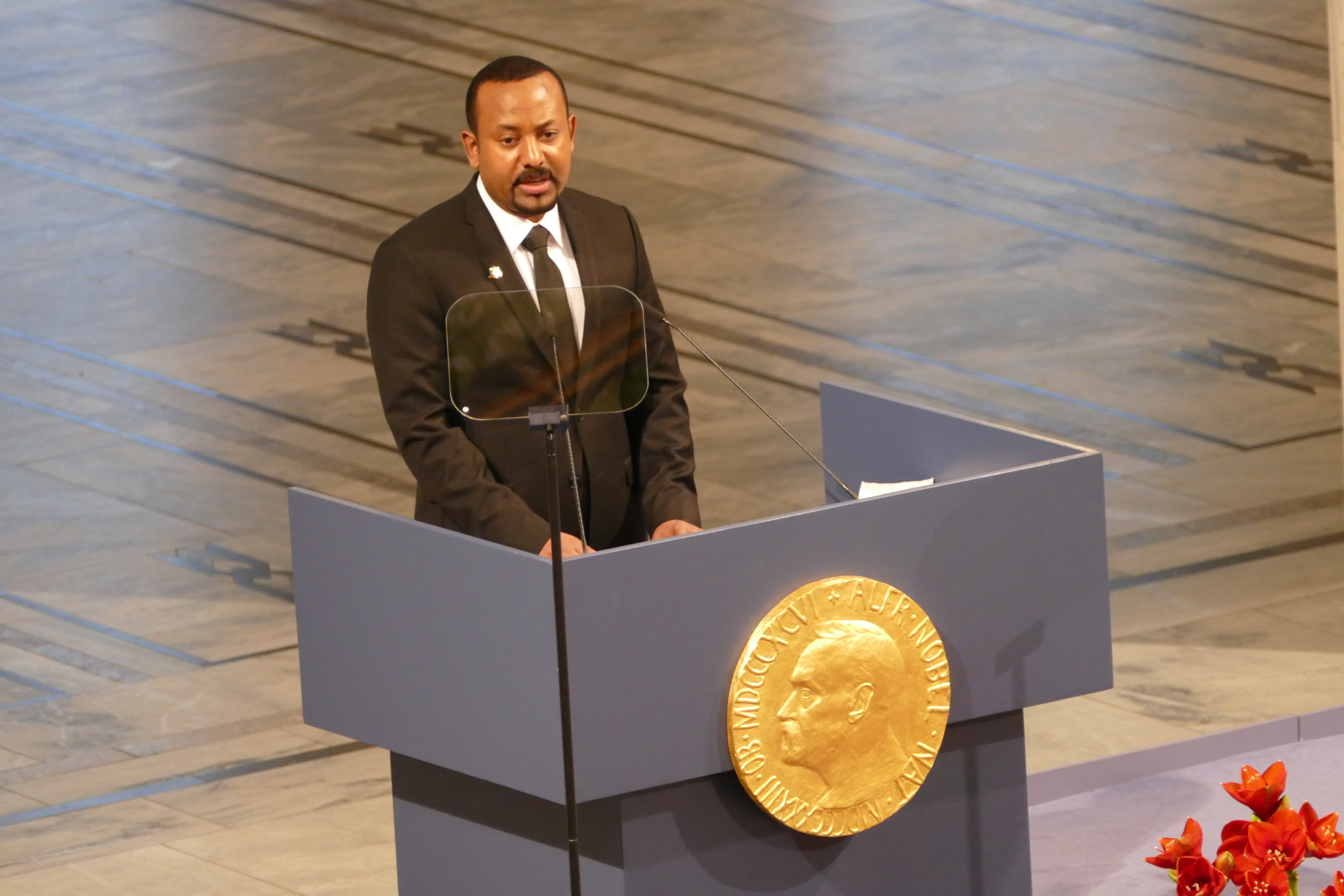
アビィ・アハメド首相によるノーベル平和賞スピーチ

2018年4月2日、ハイレマリアム首相の辞任を受け、後任の首相にアビィ・アハメドが就任。1991年にエチオピア人民革命民主戦線が政権を握って以降、オロモ人の首相就任は初めてとなる。就任以降、対立構造のあった隣国エリトリアとの和解交渉を始め、2018年9月5日にはエリトリアの首都アスマラで、エリトリアとソマリアとの3カ国による「包括協力協定」に署名。さらに同年9月16日、サウジアラビアの仲介によりエチオピアとの間で「ジッダ平和協定」に署名した。2019年10月11日、エリトリアとの和平を成し遂げたことが評価され、アビィ首相にノーベル平和賞が授与された。
同年12月、アビィは新党繁栄党の結成を発表し、エチオピア人民革命民主戦線（ティグレ人民解放戦線を除く）と地方の有力政党が参加した。繁栄党の結成はエチオピア政府が掲げる連邦民族主義からの転換と見做されており、ティグレ人民解放戦線をはじめとした地域主義・民族主義勢力は反発し緊張が高まった。
2020年8月に北部ティグレ州において総選挙が延期したことを契機に州与党ティグレ人民解放戦線（TPLF）との軋轢が増し、2020年11月にはTPLFが政府軍の基地を攻撃したとして開戦を宣言し、政府軍による空爆を含めた攻撃を開始した。戦闘によって市民にも多数の被害が出ており、11月9日に州西部の町マイカドルで600人近い市民が虐殺された。戦火の拡大に伴い多数の難民が発生し、隣国スーダンへは11月14日から2日間で約2.5万人が流入。またTPLFは政府への協力を理由に、隣接しているアムハラ州と隣国エリトリアの首都アスマラの空港にロケット弾攻撃を実施し、近隣地域にも影響・被害が広がっている。ティグレ州以外でも各地でオロモ解放軍など民族系反政府勢力が国軍と戦闘を続けており、内戦の様相を呈している。
2021年に体制を整えなおしたTPLFは反攻に転じて北部各州を占拠。南下しながら首都への攻撃も示唆したため、エチオピア政府は同年11月2日に国家非常事態宣言を発出した。12月下旬からはTPLFは北部ティグレ州に撤退し、2022年2月15日、エチオピア人民代表議会は国家非常事態宣言の解除を可決した。11月2日、両者がプレトリアで和平協定に調印。

## 政治

### 統治機構

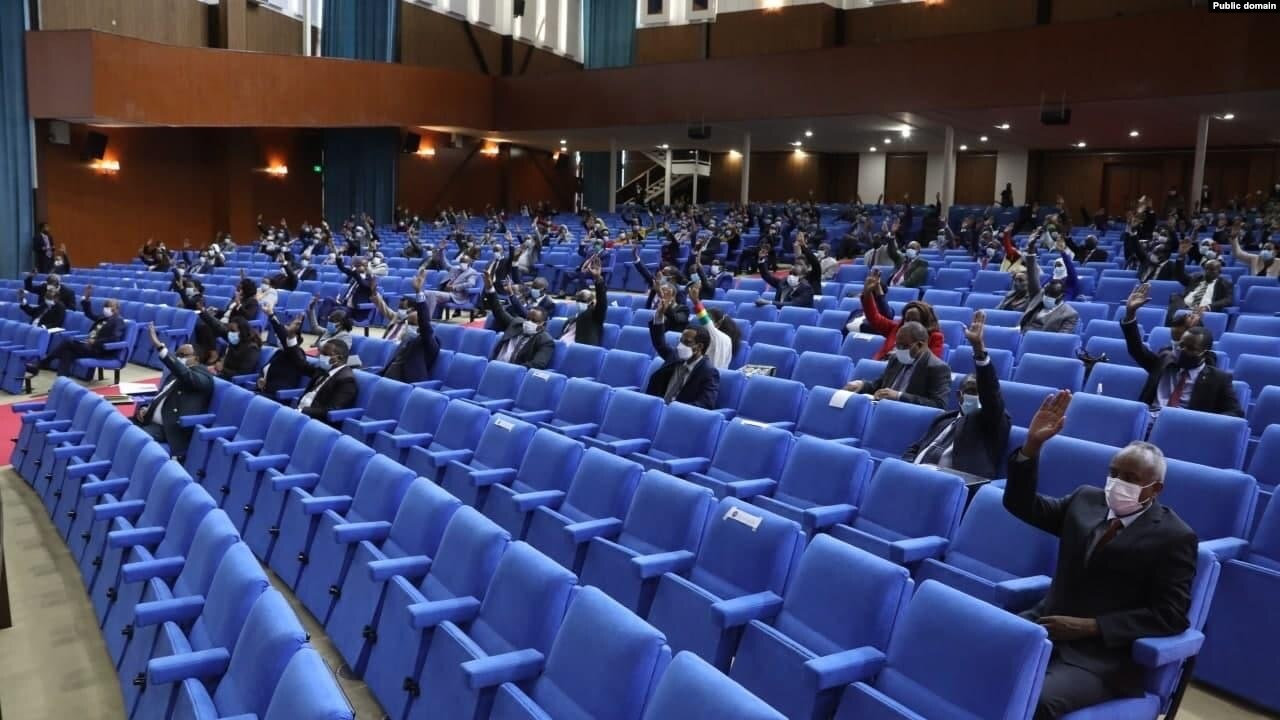
エチオピア連邦議会の下院、人民代表院の内部

エチオピアは民族連邦制の特徴を持った共和国である。エチオピアは長らく一党独裁制の国であった。国家元首で象徴的な大統領は、上下院により選出される。行政府の長である首相は、下院議員の総選挙後に開かれる議会において下院議員の中から選出される。首相はアビィ・アハメド・アリ。22人を除く最大547名の下院議員（任期5年）は、小選挙区による直接選挙により選ばれる。残り22名は少数民族に割り当てられる。直近の下院議員選挙は、2021年6月21日（予備選挙は2021年9月30日）に行われた（2021年エチオピア総選挙）。上院の定員は最大153名であり、任期は5年である。上院議員は州議会によって選出される。民族集団には最低1議席与えられ、州の人口100万人ごとに1議席追加される。
エチオピア人民革命民主戦線によって制定されたエチオピア1995年憲法は、民族の自決権を重要な原則として位置づけている。具体的には、第39条1項で国内の全ての民族には、分離独立を含む自決権が無条件に保証されており、第47条で民族名を冠した連邦州の設置が認められている。また、アムハラ語が連邦政府の作業言語である一方で、第5条では各連邦州は自身の公用語を定める権利と、第39条2項、自身の文化を発展させ、歴史を保存する権利を有している。
司法組織は連邦最高裁判所を頂点とし、下層に連邦高等裁判所、連邦第一審裁判所が位置づけられる。そして、州の司法機関は州最高裁判所（州都）、州高等裁判所（県中心地）、地区裁判所（地区）と並んでおり、州最高裁判所では連邦最高裁判所へ上訴することが出来る。裁判官が不足しているため、小規模な（1500ブル以下）民事事件では村ごとに住民裁判が置かれることもある。

### 政党
2021年エチオピア総選挙の暫定結果によると、下院に議席を持つ政党は繁栄党（与党）、アムハラ国民運動、社会正義のためのエチオピア市民、ゲデオ人民民主党の4党となっている。
1991年以降、オロモ人民民主機構（OPDO）、アムハラ民族民主運動（ANDM）、南エチオピア人民民主運動（SEPDM）、ティグレ人民解放戦線 （TPLF）の4党による政党連合エチオピア人民革命民主戦線（EPRDF）が一貫して与党であった。エチオピアの政党は全国政党と地方政党に分けられ、各民族ごとに連立政党、または衛星政党を置くことで全国を支配していた。その他の主要政党は民主正義の統一党（UDJ）、エチオピア民主統一軍（UEDF）など。

## 国際関係

エチオピアが外交関係を持つ国は青で示される

エチオピアは国際連合の現加盟国であり、アディスアベバにはアフリカ連合（AU）の本拠地が置かれる。エチオピアはアフリカ諸国に大きな影響力を持つ地域大国である。2024年にはエジプトなどと共にBRICS加盟国となった。

### エリトリアとの関係
かつてエチオピアの領土（エリトリア州）であった北の隣国エリトリアとの関係では、エリトリア人民解放戦線 (EPLF) がティグレ人民解放戦線 (TPLF) とともに反メンギスツ闘争を戦い抜いたこともあり、1991年のエリトリア独立当初の関係は良好であったが、1998年に武力衝突に発展した（エチオピア・エリトリア国境紛争）。2000年に国際連合エチオピア・エリトリア派遣団（UNMEE）が派遣され調停に当たったもののUNMEEは2008年に撤退した。2018年7月9日、エリトリアの首都アスマラにおいて、エチオピアのアビィ・アハメド首相とエリトリアのイサイアス・アフェウェルキ大統領が20年ぶりの首脳会談を行い、長年にわたる戦争状態を終結することで合意。戦争状態の終焉や経済・外交関係の再開、国境に係る決定の履行を内容とする共同宣言に署名した。
2020年にエチオピアのティグレ州で起きたティグレ紛争では、TPLFは隣国のエリトリアがエチオピア政府軍を支援しているとしてエリトリアの首都アスマラの空港を攻撃しており、人権団体などはティグレ州でのエリトリア軍の虐殺行為を非難して国連やG7もティグレ州からのエリトリア軍の撤退を要求するもエリトリア・エチオピア両国はティグレ州にエリトリア軍が展開している事実を否定していたが、2021年3月23日にアビィ・アハメド首相はこれを認めて翌4月にエチオピア政府はエリトリア軍の撤収を発表した。

### ソマリアとの関係
東の隣国ソマリアとの関係では、ソマリアがかつて大ソマリ主義を掲げていた関係で問題を抱えている。国内にソマリ人居住地域のオガデンを抱えるエチオピアは、その帰属をめぐって1977年にソマリアとオガデン戦争を起こした。メンギスツ政権は、キューバ軍の直接介入とソ連軍の軍事援助を得たこともあって、1988年に勝利した。
1991年にソマリアのモハメド・シアド・バーレ政権が崩壊しソマリアが無政府状態となった後、2006年にイスラム原理主義組織のイスラム法廷会議がソマリア首都モガディシュを制圧し国土統一の動きを見せると、隣国に於けるイスラーム主義過激派の伸張を嫌うエチオピアはソマリア国内への干渉を強化。同年12月24日、エチオピアはソマリア暫定連邦政府を支援してソマリア侵攻を開始した。
軍事力に勝るエチオピア軍は28日にはモガディシュを制圧し、イスラム法廷会議軍をほぼ駆逐したものの、オガデン戦争の余波でソマリアの反エチオピア感情は根強く、ソマリア各地で反エチオピア暴動が勃発。2008年8月19日、エチオピア軍は2009年初頭のソマリアからの撤退に同意した。2024年現在、1万人のエチオピア軍が駐留している。

### 中華人民共和国との関係

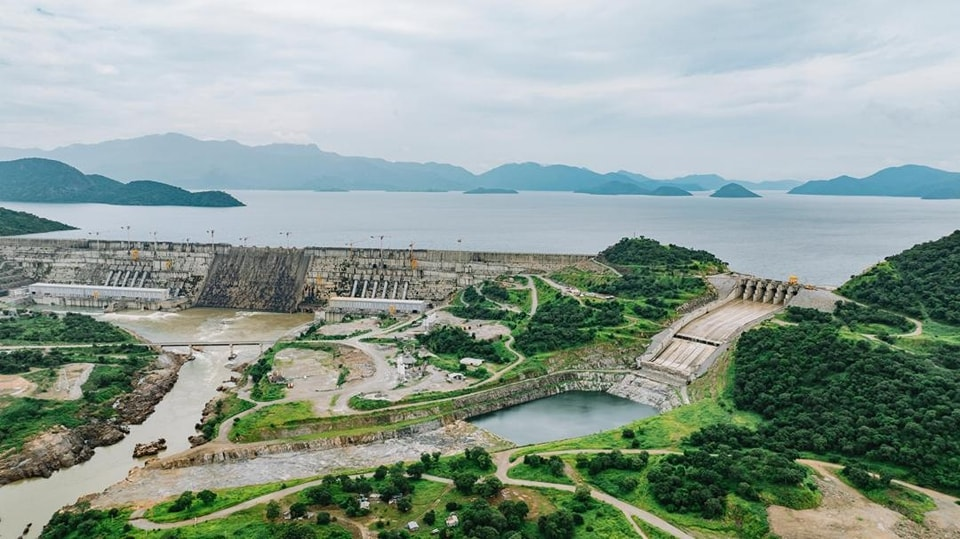
中国の支援によって作られた、大エチオピア・ルネサンスダム

1970年に当時のエチオピア帝国と中華人民共和国は国交を樹立し、1971年に訪中した皇帝ハイレ・セラシエ1世は林彪事件後の毛沢東と初めて会談した外国指導者だった。エチオピア帝国はエリトリア解放戦線への援助を取り下げた中国から巨額の融資を受けた。1974年の軍事クーデターで皇帝を打倒したメンギスツは中ソ対立を起こしていたソ連に接近して隣国ソマリアのバーレ政権への中国の支援を批判したが、国交は続けて一定の経済協力は維持した。メンギスツを打倒した1991年のメレス・ゼナウィ政権からは本格的に関係回復し、アフリカ連合（AU）本部は中国の費用全額負担で寄贈され、エチオピア初の環状道路と高速道路などエチオピアの道路の7割を中国は建設したとされ、さらに初の風力・水力発電所や初の工業団地、初の人工衛星の打ち上げ、アディスアベバ・ライトレール、グランド・エチオピア・ルネサンス・ダム、アディスアベバ・ナショナル・スタジアム、ジブチ・エチオピア鉄道とボレ国際空港の近代化、伝音科技の携帯電話工場、全土の通信網の整備など中国からの様々な援助を受け入れ、このことからエチオピアは「アフリカの中国」と呼ばれることもある。また、エチオピアの大統領を務めたムラトゥ・テショメは中国に留学した経歴を持っていた。
エチオピアは、中国側からインフラ投資を通じて一帯一路のモデル国家として称賛を受けている国であるが、2018年時点の国の債務額は国内総生産（GDP）の59％にも及んでおり、その大半は中国からの融資とみられている。政府は、より多くの中国企業の国内進出と対中国の債務の軽減を模索している。

## 軍事

エチオピア国防軍のエンブレム

エチオピア国防軍（ENDF）は、地上部隊と空軍（エチオピア空軍、ETAF）で構成される。エチオピア国防軍（ENDF）は、サハラ以南アフリカで最大の規模で、最も経験豊富な軍隊である。しかし、ティグレ紛争では多くの死傷者と装備の損失を被った。現在は、隣国や国内の複数の武装集団に対する防衛を行っている。
海軍はエリトリアと連邦を解消するまでは存在していたが、内陸国となったため廃止された。この時の艦船は売却された。
2023年、約15万人の人員がいて、国内総生産中1パーセントが国防軍に費やされた。国防軍の装備は主にロシア製や旧ソ連時代のものである。近年、中国、イスラエル、ロシア、トルコ、ウクライナ、アラブ首長国連邦などからも武器を供給されている。また、自国内で小火器や装甲車を生産する産業基盤もある。
州政府は、国防軍とは独立して活動する「特殊部隊」とよばれる準軍事組織を管理している。特殊部隊は警察や国防軍と連携しつつ活動している。2023年4月には、連邦政府が特殊部隊を国防軍に統合するよう命じたが、一部は別の治安部隊の形として残っている。

## 地理
エチオピアはアフリカ大陸のアフリカの角に位置し、アラビア半島に陸を隔てて向かい合っている。また内陸国であるが、インド洋と紅海に比較的近いため地中海につながる交通の要所である。国土は北緯3度から13度8分、東経33度から48度に位置する。

### 地形

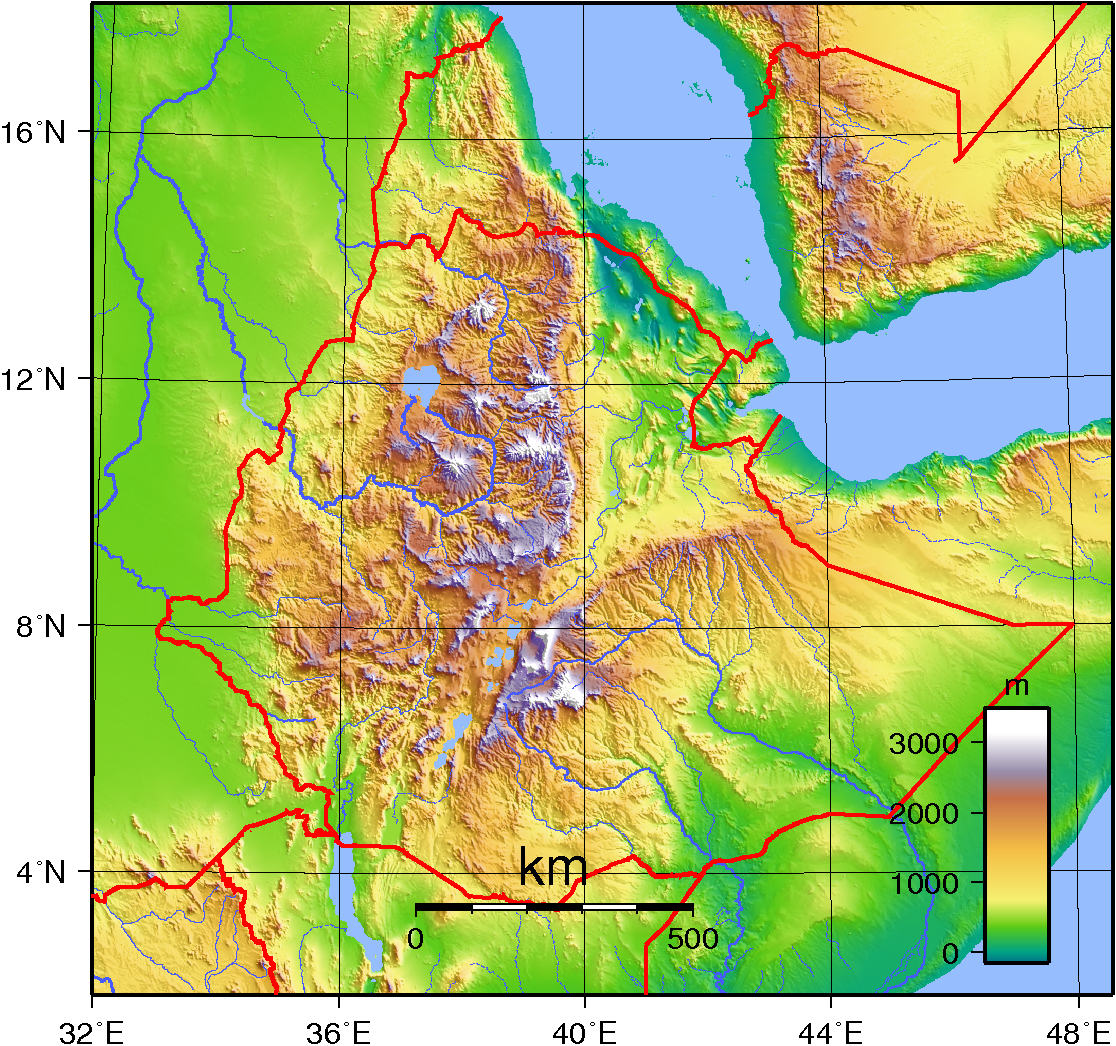
エチオピアの地形

エチオピアの中心部には、南北に走る大地溝帯が存在し、地形を東西に分けている。大地溝帯には多くの温泉がある。形成されたのは紀元前500万年から1000万年前の時期である。この西側には高度5000メートルに達する火山や深い渓谷が存在するが、全体的には大規模な高原が形成されている。紀元前3000年前、プレートがエチオピア北部で大地溝帯に沿って分裂し始め、プレートは南方向へ年2.5センチメートルから5センチメートル動いている。
大地溝帯の東側には、エチオピア高原と分離しているソマリア高地が存在している。中央部には肥沃なエチオピア高原と呼ばれる台地があり、農業や畜産業などが行われる。西部にはアムハラ高地と呼ばれる高原がある。エチオピア北部にはタナ湖を源流とする青ナイル川が流れている。
エチオピア高原の西部はアムハラ高地と呼ばれ、3000メートルから4000メートルの標高である。一年を通して適度な雨が降る。その気候の特徴から、エチオピアの他の高地より農業に適している。アムハラ高地にはシムエン山脈が並び、エチオピアで最も高い山ラス・ダシャン山がある。エチオピア高原の西部はソマリア高地と呼ばれ、メンデボ山脈、アーマル山脈など山岳地帯とオガデン砂漠で構成されている。

### 河川・湖
淡水湖や塩分を含む湖など、多くの湖が大地溝帯の中に連なっている。2014年時点で淡水の資源量に対して採取は低水準で、2013年時点でエチオピアは水貧困に陥っている。エチオピアの人口に対してナイル川周辺に約4割の人口が住んでいる。主要産業は農業で、多くは農業に使われる。2022年2月、エチオピアは電力不足を補うため、ナイル川下流に大エチオピア・ルネサンスダムの発電を開始した。しかし、上流のエジプトやスーダンと対立している。

### 気候

ケッペンの気候区分によるエチオピアの地図

北回帰線以南の熱帯に位置する。気候は標高によって違い、標高1500メートルまでは平均気温27℃から50℃と極めて暑いが、標高1500メートルから2400メートルは移行区間となり、平均気温は16℃から30℃ほどである。標高2,400メートル以上は冷涼な気候となり、平均気温は16℃である。
エチオピアの気候は四季がなく、海抜からの差によって気温が変化する。
- 寒冷地帯（アムハラ語でデガ）は、海抜2000メートル以上の中央東部高地一帯。最高気温は15度で、最低気温は0度。3月から4月には最高気温に達する[121]。
- 温暖地帯（ウェイナ・デガ）は、海抜1500メートルから2100メートルの高地地帯の大半を占める一帯。住むのに快適で、農業に適している。最高気温は26度で、最低気温は15度[121]。
- 熱帯地帯（コラ）は、海抜1500メートル以下でダナキル低地と東オガデン地方、青ナイル川の渓谷を占める一帯。気候は一年を通して湿度が高い。最高気温は50度で、最低気温は30度[121]。

エチオピアには9月半ばから5月までの乾季と、6月から8月までの雨季がある。山岳部に位置するアディスアベバは年間降水量1100ミリで、オガデン地方やダナキル低地では年間降水量0から200ミリ程度である。標高が高い地域ほど雨量が多くなる。降水量の少ない雨季が連続して続くと、降水量は元に戻らなくなる。

### 自然

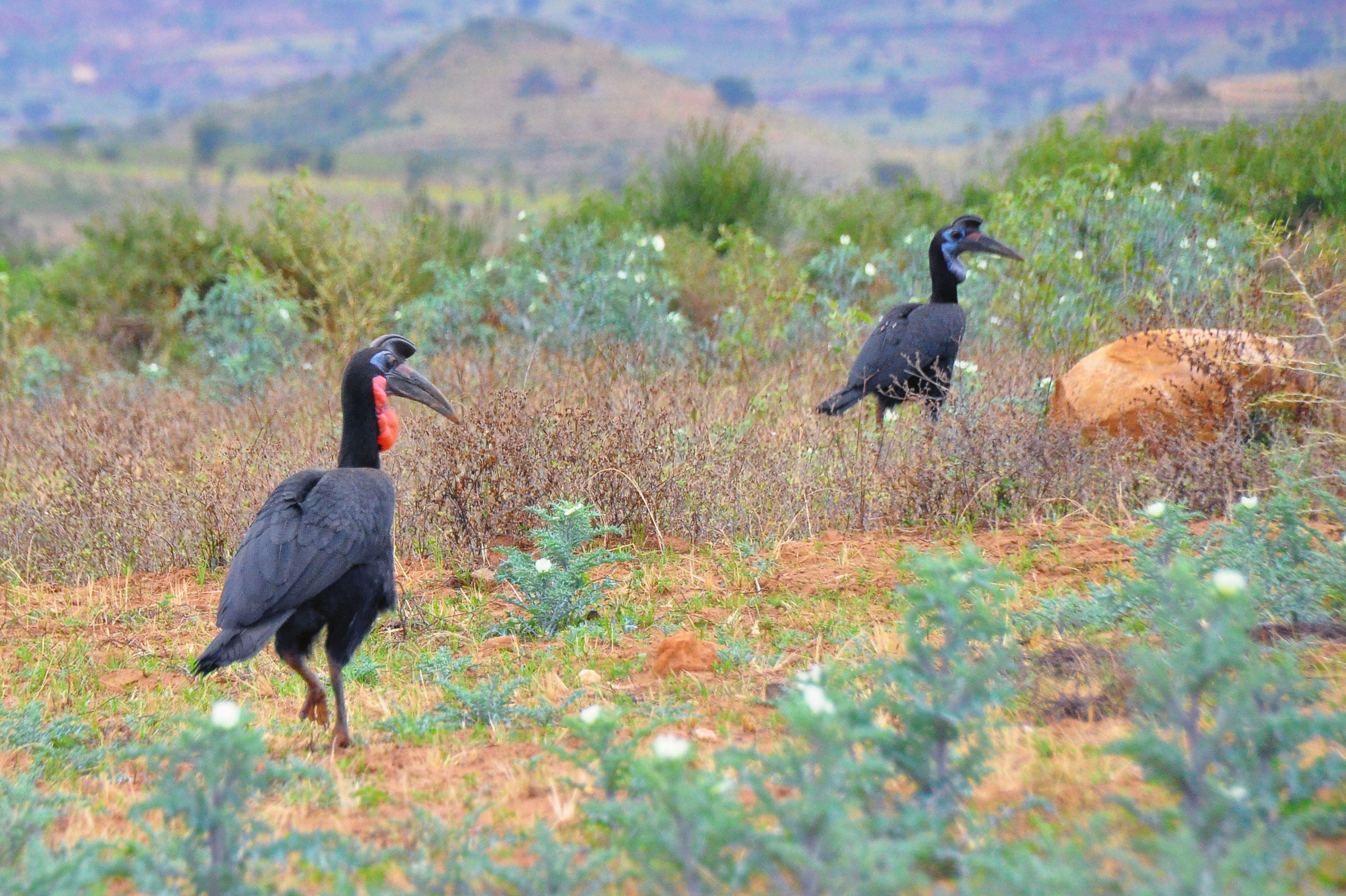
オモ川流域に生息するジサイチョウ

エチオピア高原は、多くの動植物が長い間隔離され、それによって独自の進化を遂げた。この隔離状態はさまざまな種の多様性を生み出し、エチオピアの固有種が誕生する土壌となった。しかし、21世紀に入ると、エチオピアの人口爆発と地球全体での気候変動が、生態系に影響を与えている。これらの要因は、生物多様性に対する脅威となっており、固有種や個体数を減少させるリスクを増大させている。生物多様性は、地理的な特性、地形、そして地質学的要因の組み合わせによって支えられている。エチオピアには、高地だけでなく、森林、沼地、砂漠、半砂漠、草原、低木地帯など、様々な標高帯の生態系が広がっている。
エチオピアはアフリカ最大の家畜人口を有しており、特に高原では土地利用に関する圧力が高い。エチオピアの人口の85％と家畜の75％が高原で生活している。そのため、1990年から2020年までの間に、エチオピアの自然再生可能な森林面積は約16％減少した。さらに、過去10年間において、エチオピアの年間森林伐採率はアフリカで最も高い水準である。その結果、土壌劣化と干ばつが多発している。
エチオピアには様々な野生動物がいる。陸にはゾウやシマウマなどの哺乳類、湖や川にはカバやワニがいる。爬虫類や魚類も多い。大地溝帯には、カッコーやワシなど多くの鳥が生息している。シムエン山脈には、エチオピアの固有種ワリアアイベックスが生息する。

## 地方行政区分

エチオピアの地方行政区分

多民族国家のエチオピアは、民族ごとに構成される12つの州と2つの自治区からなる民族連邦制をとっている。州はいくつかの県（zone）に分けられ、県は行政地区（warada）に細分化される。県に属さない特別な地域がある州もある（旧南部諸民族州など）。
エチオピアの民族連邦制は、1991年にエチオピア人民革命民主戦線（EPRDF）が軍事独裁政権を倒し、権力を掌握した後に導入された。この制度は、1995年に発布された新憲法に基づいており、民族自決を保障し、地方分権化を推進するという目標が掲げられた。新憲法では、各民族には一定の要件を満たすことでエチオピアからの分離独立が認められ、州は各民族の居住地域、言語、アイデンティティ、住民の同意に基づいて設置されることが規定されている。中央の権力は州に移譲され、中央省庁は政策の立案だけをする機関となったと言われる。
しかし、80以上の民族で構成されるエチオピアで、この制度を厳格に運用することは難しく、さまざまな矛盾が生じている。例えば、6民族にしか民族名を冠した連邦州の設立が認められていないことが挙げられる。また、多くの州憲法が特定民族の優位性を認めており、州内の他の民族は二等市民の扱いを受けることが多い。さらに、複数民族が混住する地域での州境設定が土地をめぐる民族間対立を激化させる要因となっている。州は特別警察や民兵を保有し、それが紛争を加速させている。
2010年代後半からは、民族間の対立が大きな問題となっている。特に、2018年にアビィ・アハメドが首相に就任してからは、改革によりさらに衝突が激化した。ティグレ紛争をはじめとする民族間の武力衝突が頻発しており、エチオピア全土での安定化には至っていない（エチオピア内戦）。
以下に州と自治区を示す。2020年6月と2021年11月と2023年8月に新たな州が追加された。
1. アディスアベバ（自治区）
2. アファール州
3. アムハラ州
4. ベニシャングル・グムズ州
5. 中部エチオピア州（2023年8月創設[133]）
6. ディレ・ダワ（自治区）
7. ガンベラ州
8. ハラリ州
9. オロミア州
10. シダマ州（2020年6月創設）
11. ソマリ州
12. 南エチオピア州（2023年8月創設[133]）
13. 南西エチオピア諸民族州（2021年11月創設）
14. ティグレ州

### 主要都市
主要な都市はアディスアベバ（首都）、ディレ・ダワ、メックエル、アダマ、エチオピア帝国の首都だったゴンダールがある。大半の都市が高原に位置している。人口は1億3千万人を超えるものの、100万人を超える大都市はアディスアベバしかなく、第二の都市のディレ・ダワは50万人に過ぎず、都市化は進んでいない。

## 経済

### 現況

エチオピアの一人当たり国内総生産の推移

経済の中心は農業である。通貨はブル（birr）、ビルとも呼ばれる。2000年以降、エチオピアは経済成長しているが、GDPは最貧国である。エチオピアは外国からの投資を積極的に受け入れた。エチオピアはアフリカでは最大の対中サービス貿易額であり、中国に対して貿易黒字を維持している。エチオピアの産業基盤は多様化し、農業、インフラ、サービス業、繊維産業などの産業が経済をけん引した。しかし、エチオピアは国民一人当たりの国民総所得は170ドルであり、いまだ最貧国であると評価される。
エチオピア人民革命民主戦線（EPRDF）による政権掌握後、土地制度の改革が進められてきた。1995年の新憲法では政府はすべての土地を所有することとなったが、農産物流通などが自由化された。EPRDFは、採算性の悪い公営企業は売却する方針を固めている。アビィ・アハメド政権下ではその動きが加速している。アディスアベバ近郊のボレレミ、南部のハワサなどに工業団地がある。エチオピア政府は「2025年までの工業化と中進国化」を目標としている。

### 農業

色と面積で示したエチオピアの輸出品目（2019年）

オオムギ、テフ、トウモロコシ、コムギ、マメ類、ソルガム、根茎類、 コーヒー、ミレット、野菜が主に生産されている。特に、エチオピアの高原地帯でのコーヒーの生産がさかんで、コーヒーの生産は世界5位。栽培は小規模な農家が多い。エチオピアは花弁の生産もさかん。2015年現在、農業人口は全体の半数以上を占める。
食料は時々不足し、外国の援助に頼っている。社会主義時代は軍備が優先され、エチオピアは飢餓がよく起きた。しかし、エチオピア農業省によると小麦やトウモロコシの生産量が増えてきており、主な食料の自給は達成したとされる。エチオピアの食料の輸入関税は低水準なため、国内の大手企業は外国産の小麦を使う場合がある。

### 資源
エチオピアにおいて資源は希少である。採掘される鉱石の中で金と白金のみが大きな経済的な価値を持つ。資源は鉱業・石油・天然ガス省が管轄である。ケンティチャ鉱山は現在操業中であるが、金とタンタルの採掘のみ採掘が許可されている。イタリアによる植民地時代を含む20世紀から21世紀までの調査では、銅、鉛、マグネシウム、鉄などの鉱物資源が発見された。粘土と石灰石の鉱床、岩塩の層が広範囲で確認される。2022年、ソマリ州では天然ガスが発見され、鉱業・石油・天然ガス省が商業的な価値を認定した。しかし、鉱業の国内総生産における割合は少ない。エチオピア商品取引所において、鉱物資源取引は採掘地域の不安定さから見送られている。また、地下資源としては地熱が豊富である。特に、北アファール地域において開発が行われている。

### インフラ
電力の供給は、国営のエチオピア電力公社が担っている。エチオピアの電力アクセス率は2007年時点で20パーセントであり、サブサハラアフリカの平均を下回る。また、貧困層は家まで送電線が引けないため、実際の電力普及率は6パーセントに落ち込むと推測されている。電力の発電量の85パーセントが水力発電であるため、旱魃による大幅な不安定化と電力不足を招いている。また、消費エネルギーの約90％がバイオマスで賄われている。エチオピアの通信は国営のエチオテレコム1社が独占しているが、2006年からZTEやファーウェイといった中国企業がエチオピア全土の通信網整備を担ってきた。

## 交通

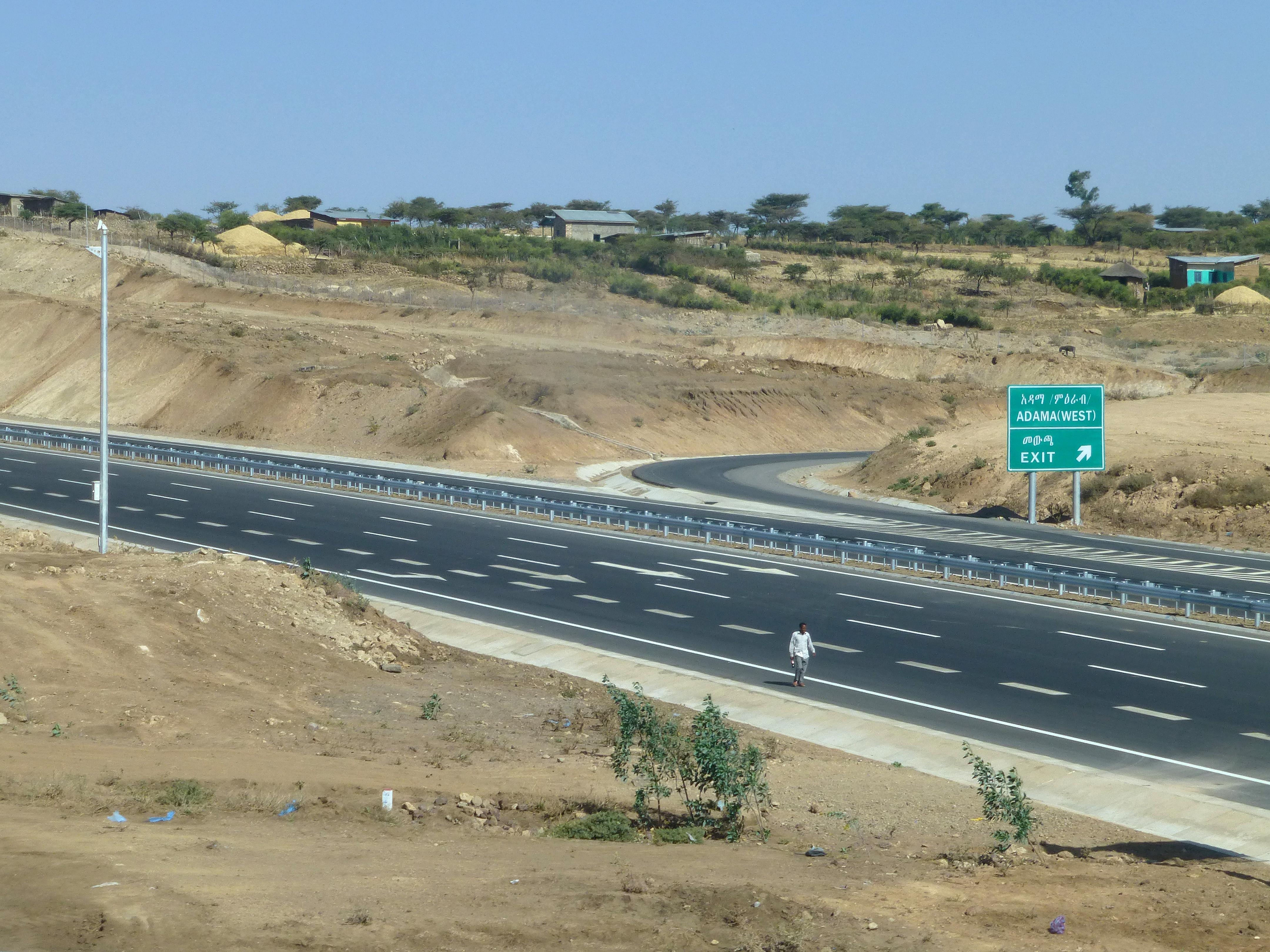
中国の支援で作られたオロミア州のアダマを通る高速道路

2023年現在、道路長は18万キロメートル、鉄道路線長は659キロメートルであった。2003年の自動車台数は、乗用車7万1000台、トラック・バス9万2000台。エチオピアの交通・輸送の95パーセントは道路であるが、道路密度は非常に低い（1000平方キロメートル当たり38.6キロメートル）。また舗装も幹線道路（1万6600メートル）の内4000キロメートルに過ぎず、舗装の老朽化が進んでいる。橋の老朽化も深刻である。多くの幹線道路や橋はイタリア占領時代に作られたものである。中国はエチオピアへの開発を進め、エチオピアの道路の7割を建設したとされる。エチオピアとジブチにはアディスアベバ・ジブチ鉄道が通っている。タナ湖とバロ川では内陸水運が行われている。
エチオピアのフラッグ・キャリアであるエチオピア航空は、アフリカ大陸全体の旅客を運ぶ航空会社である。航空連合のスターアライアンスのメンバーでもある。また、アフリカ各国の航空会社の出資にかかわっている。

## 国民

### 民族・言語
| 民族構成（エチオピア 2007年国勢調査） | 民族構成（エチオピア 2007年国勢調査） | 民族構成（エチオピア 2007年国勢調査） | 民族構成（エチオピア 2007年国勢調査） | 民族構成（エチオピア 2007年国勢調査） |
| ------------------------------------- | ------------------------------------- | ------------------------------------- | ------------------------------------- | ------------------------------------- |
|                                       |                                       |                                       |                                       |                                       |
| オロモ人                              | オロモ人                              |                                       | 34.4%                                 | 34.4%                                 |
| アムハラ人                            | アムハラ人                            |                                       | 27.0%                                 | 27.0%                                 |
| ソマリ人                              | ソマリ人                              |                                       | 6.22%                                 | 6.22%                                 |
| ティグレ人                            | ティグレ人                            |                                       | 6.08%                                 | 6.08%                                 |
| シダモ人                              | シダモ人                              |                                       | 4.00%                                 | 4.00%                                 |
| グラゲ族                              | グラゲ族                              |                                       | 2.52%                                 | 2.52%                                 |
| オメト族                              | オメト族                              |                                       | 2.27%                                 | 2.27%                                 |
| アファル人                            | アファル人                            |                                       | 1.73%                                 | 1.73%                                 |
| ハディヤ人                            | ハディヤ人                            |                                       | 1.72%                                 | 1.72%                                 |
| ガモ人                                | ガモ人                                |                                       | 1.49%                                 | 1.49%                                 |
| その他                                | その他                                |                                       | 12.6%                                 | 12.6%                                 |

エチオピアは80以上の異なった民族が存在する多民族国家である。最大の勢力はオロモ人で、セム系のアムハラ人が次ぐ。セム系のアムハラ人とティグレ人はエチオピア高原に住む。オロモ人は南部の熱帯地域に住み、南西部にはシダモ人が住む。南東部の砂漠地帯にはソマリ人が住む。しかし、長らくエチオピア政府の中枢を握ってきたのはアムハラ人である。しかし、度重なる紛争によって最大民族であるオロモ人の勢いが強くなっている。とはいえ公用語はアムハラ語であり、人口の40％が使用する。

エチオピアの言語はアフロ・アジア語族（セム語派、オモ語派、クシ語派）が主であるが、ナイル・サハラ語族も話されている。憲法では全ての言語が平等という観点から公用語を定めていないが、連邦政府の作業言語はアムハラ語と定められている。2020年3月にはアファル語、オロモ語、ソマリ語、ティグリニャ語の4言語が作業言語に追加され、事実上の公用語は5つとなっている。また州は独自の公用語を定める権限を持っており、アムハラ語、オロモ語、ソマリ語、ティグリニャ語、アファル語が各州の公用語となっている他にシダモ語、ウォライタ語などが使われている。

### 宗教
| 宗教（エチオピア 2007年国勢調査） | 宗教（エチオピア 2007年国勢調査） | 宗教（エチオピア 2007年国勢調査） | 宗教（エチオピア 2007年国勢調査） | 宗教（エチオピア 2007年国勢調査） |
| --------------------------------- | --------------------------------- | --------------------------------- | --------------------------------- | --------------------------------- |
|                                   |                                   |                                   |                                   |                                   |
| キリスト教                        | キリスト教                        |                                   | 62.8%                             | 62.8%                             |
| イスラーム                        | イスラーム                        |                                   | 33.9%                             | 33.9%                             |
| アニミズム                        | アニミズム                        |                                   | 2.6%                              | 2.6%                              |
| その他                            | その他                            |                                   | 0.6%                              | 0.6%                              |

最大の宗教は国教であるキリスト教コプト派で、アムハラ人を中心に約55％が信じる。イスラム教は約40％である。中世の時代、ムスリム商人はエチオピアにおける東の交易ルートを掌握し、エチオピアの人々にイスラム教を広めた。その後の諸公候時代、南方からオロモ人がエチオピア高原に進出し、オロモ人はイスラム教化が進んだ。そのため、ダナキル人、ソマリ人、そしてオロモ人の多くはイスラム教徒である。キリスト教はアクスム王国時代からの主要な宗教である。

### 婚姻
婚姻してもほとんどの女性は改姓しない（夫婦別姓）。

### 教育
エチオピアの教育制度は、初等教育8年・中等教育4年・高等教育で構成される。義務教育はなく、初等教育・中等教育の就学率は低い。エチオピアでは350万人以上の子供が学校に通っていない。また、地域間格差（アファール州とソマリ州は識字率が特に低い）や男女格差（拡大傾向）も激しく、均等で良質な教育が受けられていない。教員は全州で不足している。初等教育ではアムハラ語や現地語が使われるが、中等教育では英語が使われる。識字率は2017年現在、51.8パーセント。
アディスアベバ大学（AAU）はエチオピア最古の高等学校である。

### 保健
エチオピアは低所得国の中でも保健行政の面で模範とされている。1997年のエチオピア人の平均寿命は50歳であったが、2009年には60歳台に達し、2014年には64歳になった。乳幼児の死亡率も大幅に減少し、インドと同等の水準に達している。これらの成果は、後に世界保健機関の事務局長になるテドロス・アダノムのリーダーシップによる、農村部での保健インフラの整備によるものであると分析されている。

## 治安
日本の外務省によると、エチオピアのアディスアベバでは、スリ、強盗、ひったくり、置引き、車上狙いなどが発生しており、外国人や富裕層、そして一般市民も被害に遭っている。また、エチオピア全土でアルカーイダなどの武装勢力によるテロが発生している。

### 法執行機関
国家警察と州警察が法執行機関としての役割を担っている。

## メディア

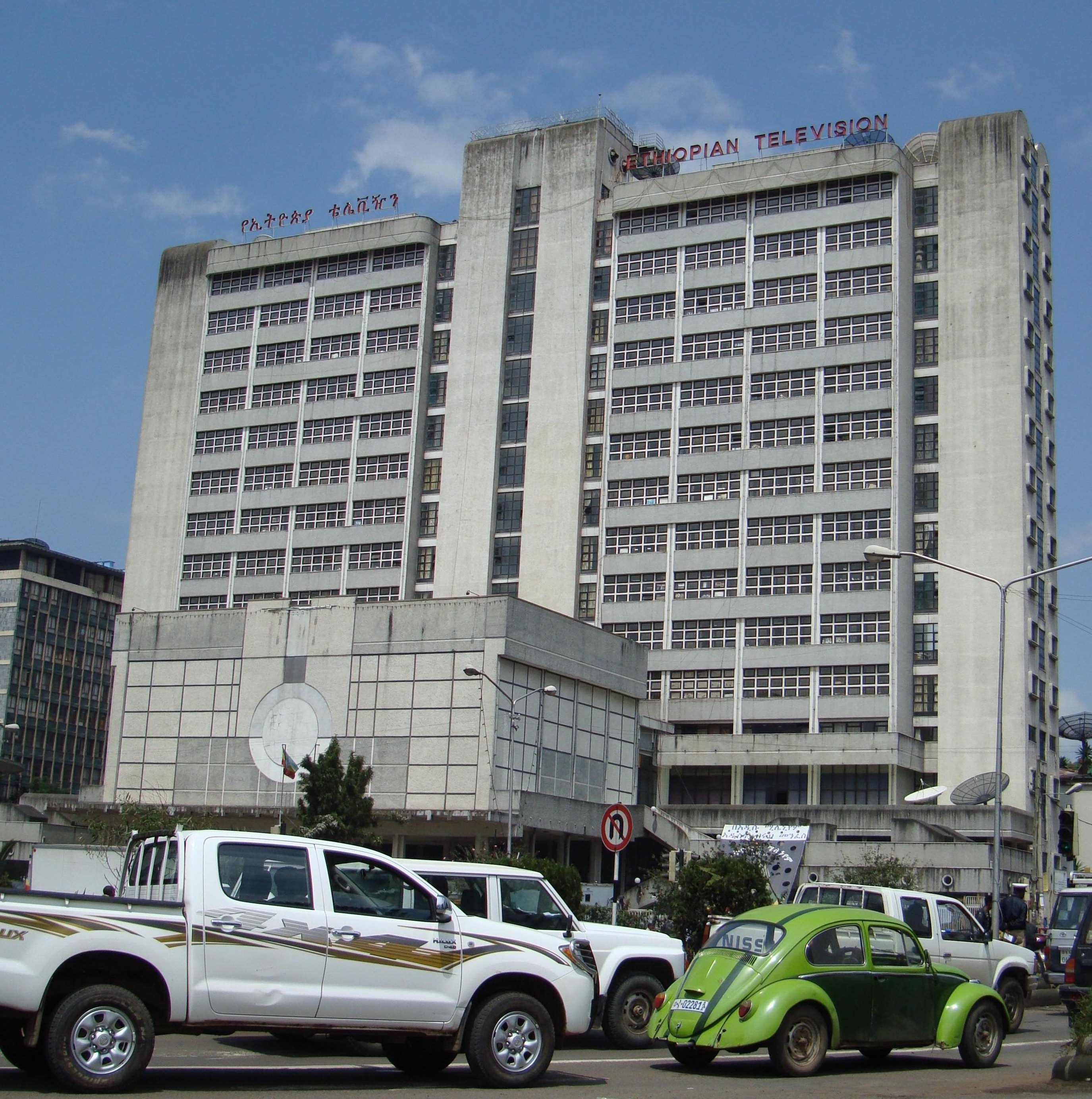
エチオピア・テレビ（ETV）、エチオピアの国営放送。エチオピア・ラジオと統合、エチオピア放送会社となる。

2010年以来、エチオピア人民革命民主戦線（EPRDF）政権は独立系メディアを弾圧してきた。ジャーナリストや記者は脅迫を受けたり、逮捕された。エチオピア政府はテレビ・ラジオ局のほとんどを掌握しており、政府の立場に沿った報道を繰り返していた。また、政府から独立した民間メディアも政府の意に沿った報道をしなければいけなかった。独立した民間メディアは自己検閲に走った。2010年から2014年までに、少なくとも60人のジャーナリストが国外亡命した。
2018年に首相に就任したアビィ・アハメドは、前政権との決別を宣言し新たな政策を実行した。その一つが、改革を推し進めジャーナリストなど多くの政治犯を解放したことである。しかし、2021年現在、ジャーナリストなどの投獄が相次いでおり、政治犯の解放は成果を上げていないと言われる。
教育テレビ番組は他と分離しており、教育メディア庁がすべて制作している。

## 文化
エチオピア社会は保守的であると評される。
エチオピアは、グレゴリオ暦とは異なる独自のエチオピア暦を使用している。エチオピアの1月1日は、グレゴリオ暦の9月11日に当たる。下の祝祭日表の年月日はグレゴリオ暦である。またグレゴリオ暦からは約7年遅れであるが（エチオピアの2000年1月1日は、グレゴリオ暦の2007年9月11日）、その理由はイエス・キリストの誕生年についての見解が違うためであると言われている。エチオピア暦はナイル川の水の増減が元で、1年が13か月ある。30日の月が12回、5日の月（パゴウメン）が1回で構成される。

### 食文化
エチオピアの主流の文化であるアムハラ文化において、主食はテフなどの穀粉を水で溶いて発酵させ大きなクレープ状に焼いたインジェラである。代表的な料理としてはワット（カレーのような辛いもの）、クックル（エチオピア風スープ）、トゥプス（焼肉・炒め肉・干し肉）などがある。辛い料理が多い。エチオピア正教の戒律によりツォムと呼ばれる断食の習慣があり、水曜日と金曜日を断食の日とし、午前中は全ての食事を、午後は動物性タンパク質を取らない。四旬節（2月～4月）のツォムは2ヶ月の長期に亘り、復活祭により断食明けとなる。同様に戒律を理由として、ユダヤ教やイスラーム教のように、豚肉を食べることは固く禁じられている。これらの文化は基本的にアムハラ人の文化であるが、アムハラ人がエチオピアの実権を握ってきた期間が長かったため、国内の他民族にも普及している。
これに対し、南部においては、エンセーテといわれるバナナの一種からとれるデンプンを主食とする文化がある。エンセーテは実ではなく、葉柄基部と根茎に蓄えられたデンプンを主に食用とするもので、取り出した後に数週間発酵させたのちパンや粥にして食べる。地域によってはそのまま蒸し焼きにすることもある。エンセーテの葉の繊維は包装にも使う。
エチオピアはコーヒーの原産地と言われており、コーヒーは広く常飲されている。また、複数の人でコーヒーを楽しむ「ブンナ（コーヒー）・セレモニー」という習慣がある。エチオピアで生産されるコーヒーの消費の半分がエチオピア。14世紀からエチオピアのコーヒー豆は、イエメンのモカから輸出されたため「モカ・コーヒー」として一部がブランド化した。
アルコール飲料としては、タッジ、テラ、アラキがある。タッジは甘い蜂蜜酒で、テラは伝統的な洋ビールである。また嗜好品として、全土でチャットの葉を噛む習慣がある。

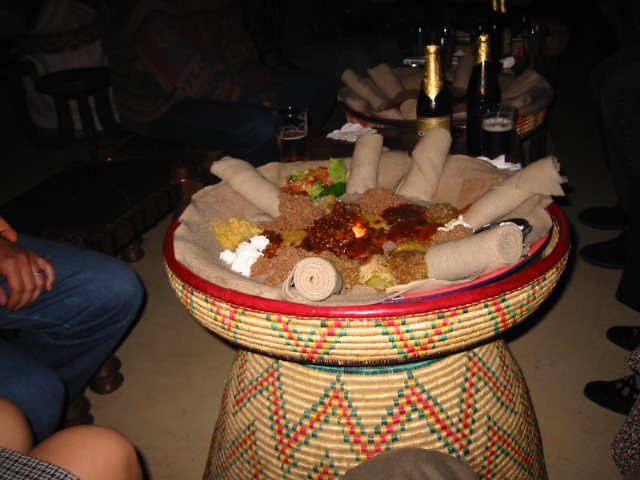
インジェラとワット
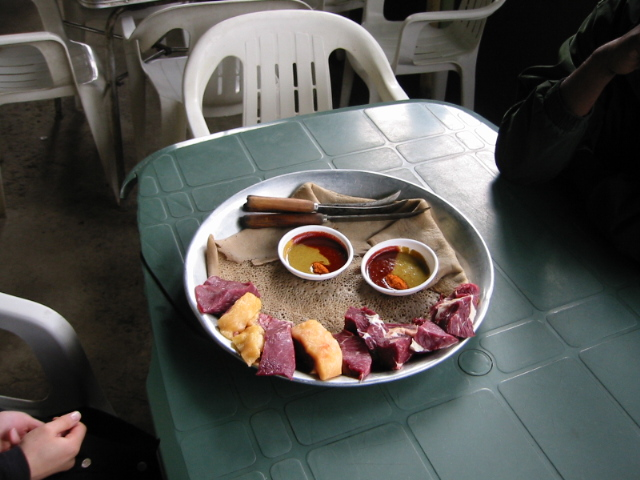
インジェラとトゥプス
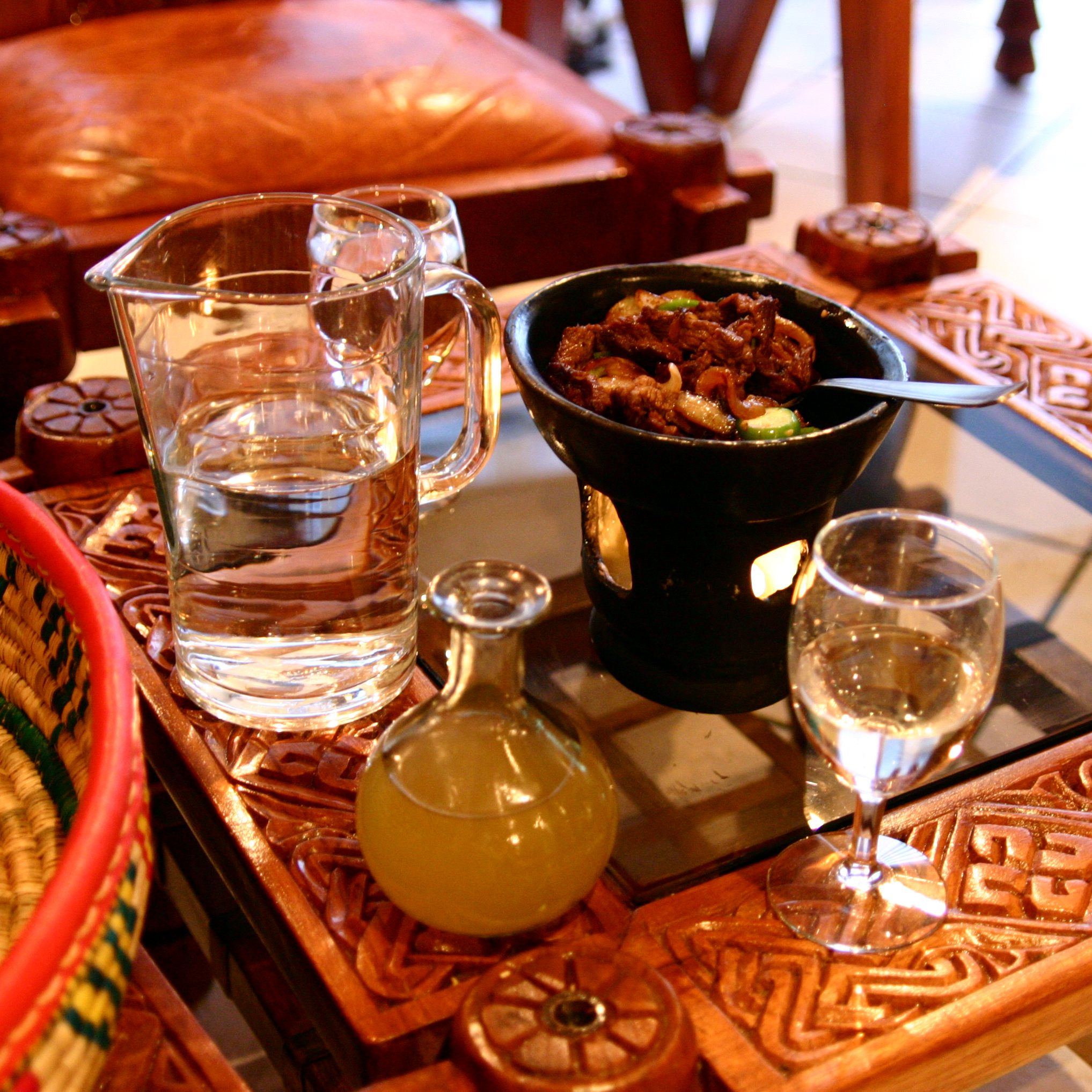
タッジとトゥプス
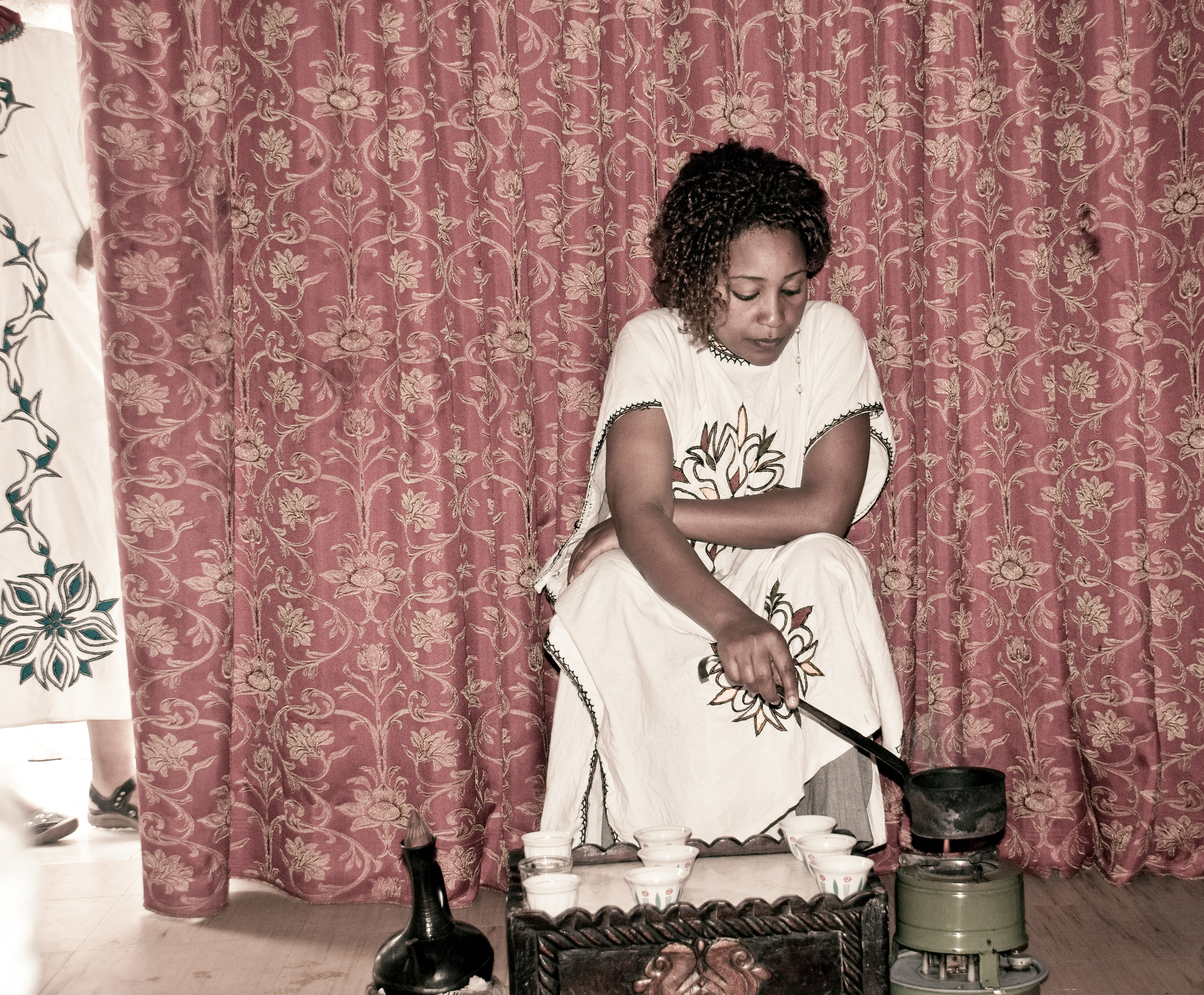
ブンナ・セレモニー

### 文学
現代の著名な作家としては、『扇動者たち』（1979年）のサーハレ・セラシェの名が挙げられる。

### 音楽
国教のキリスト教に関連した音楽が発達しているが、同時に古くから民間に伝承されてきた民謡とのかかわりも深い。アズマリはアムハラ人によるミュージシャンのことで、冠婚葬祭や宴会の余興、教会の儀式などに用いられている。山羊の皮を張った胴と馬の尾の弦から作られた弦楽器マシンコの伴奏で歌われる。もう一つのラリベロッチは門付の芸人を指す。彼らは朝早く家々の玄関で祝福の内容を歌い、金や食料をもらう。いずれも独自の歴史と習慣をもった音楽家集団で、エチオピアの音楽を支えている。
ポピュラー音楽に於いては、日本の演歌によく似た、こぶしの効いた音楽様式が存在する。メンギスツ政権期にはアステレ・アウェケ、ティラフ・ゲセセ、ビズネシュ・ベケレ、ヒイルート・ベケレ、アレマイヨ・エシャテなどが活動していた。

### 映画

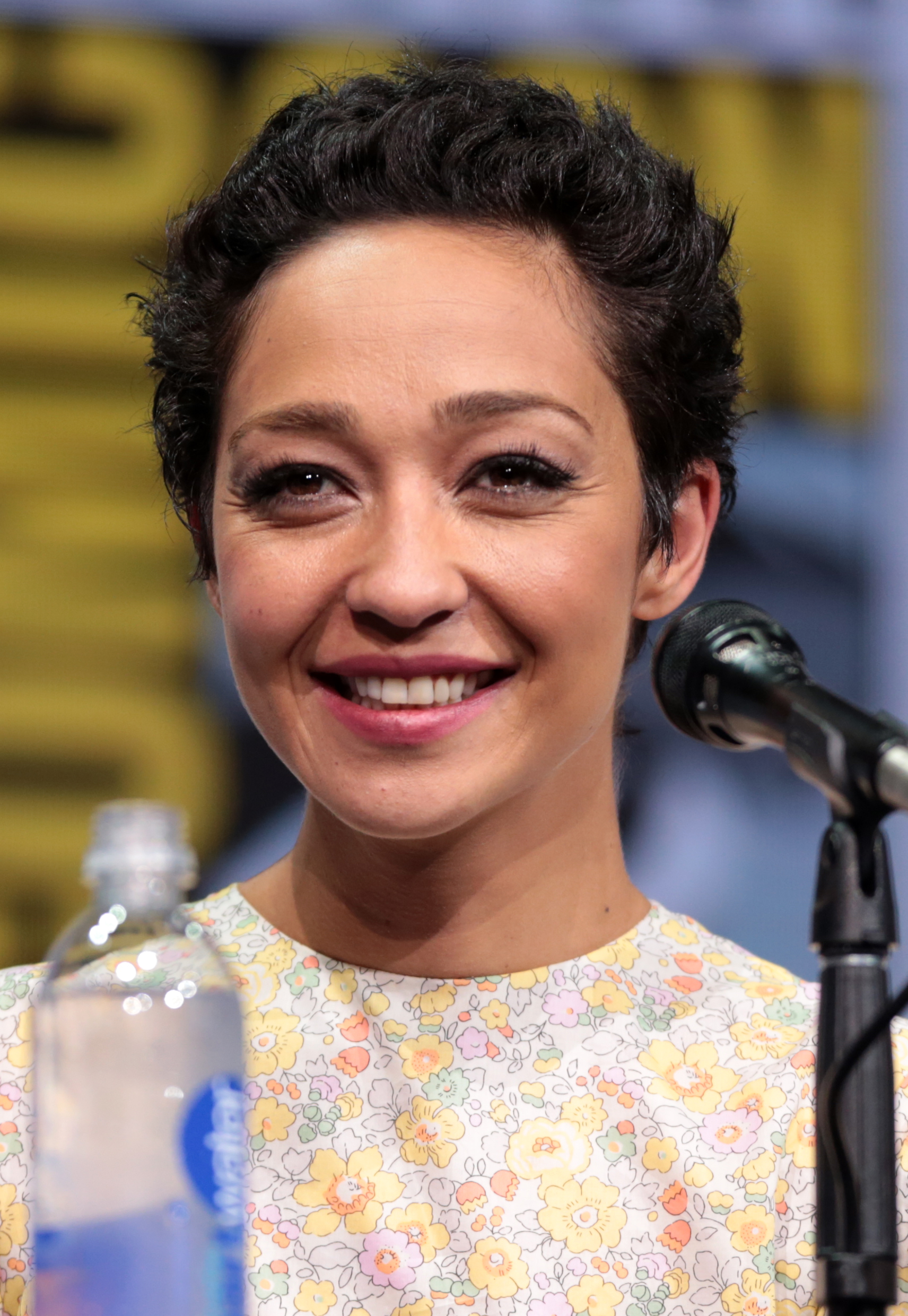
エチオピア生まれの女優、ルース・ネッガ

エチオピアへの映画の到来は、映画発明から3年後の1898年、イタリア公使のフェデリコ・チッコディコーラが皇帝メネリク2世に映画機材を献上したことによる。1909年ごろにはドキュメンタリーや、一代記ものの映画が製作されるようになった。初の16ミリモノクロ映画は皇帝ザウディトゥの戴冠式を撮影したもので、続く皇帝ハイレ・セラシエの戴冠式も撮影された。その後、1990年代にエチオピア映画は世界的な流行をみせ、ハイレ・ゲリマ、サーレム・メクリア、イェマネ・デミシエ、テショメ・ガブリエルといった映画人が注目を集めた。2000年代に入るとアムハラ語を取り入れた現代的な映画が製作されはじめ、Selanchi 、Difret、Lamb、Prince of Love、Lambadina といった作品が出た。今日の代表的な映画俳優としてはセラム・テスファエ、フリヤート・イェマネ、ハナン・タリーク、マフデル・アセファ、アムレセット・ムチエ、ルース・ネッガなどが挙げられる。
国内で最も権威ある映画祭のひとつとして、アディスアベバで開催されるグンマ映画祭がある。2014年にスタートしたこの映画祭の模様は、テレビで生中継される。そのほか、アディス国際映画祭（2007年スタート）やエチオピア国際映画祭（2005年スタート）はプロ・アマ双方の作品を取り上げている。

### 世界遺産
エチオピア国内には、2024年現在、ユネスコの世界遺産リストに登録された文化遺産が10件、自然遺産が2件存在する。

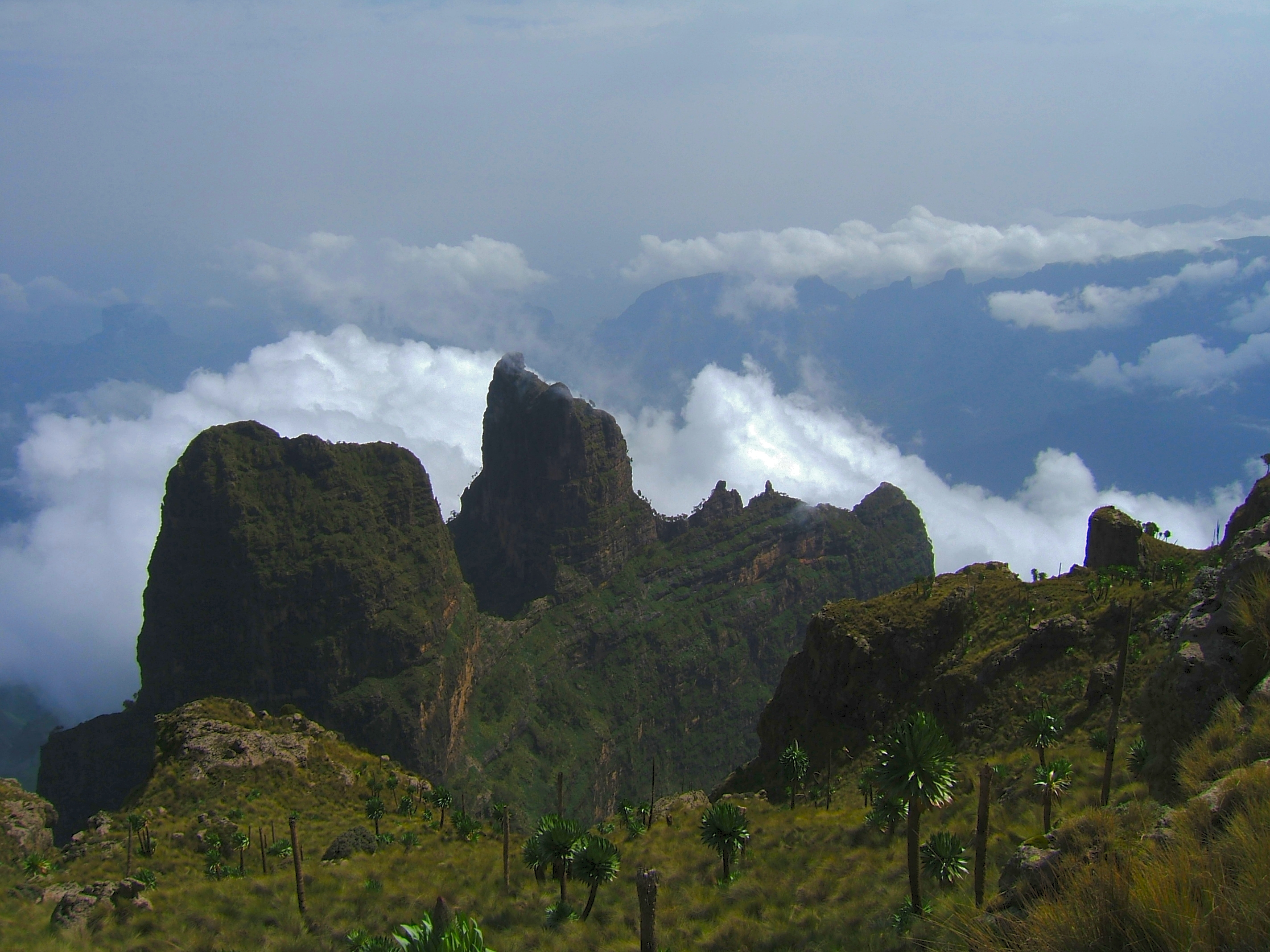
シミエン国立公園 - （1978年、自然遺産）
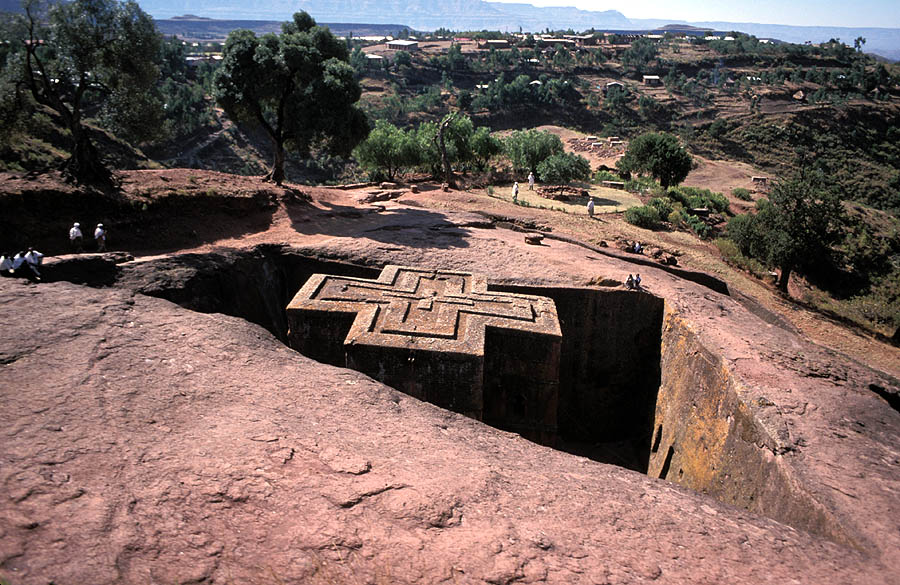
ラリベラの岩窟教会群 （ザグウェ朝）- （1978年、文化遺産）
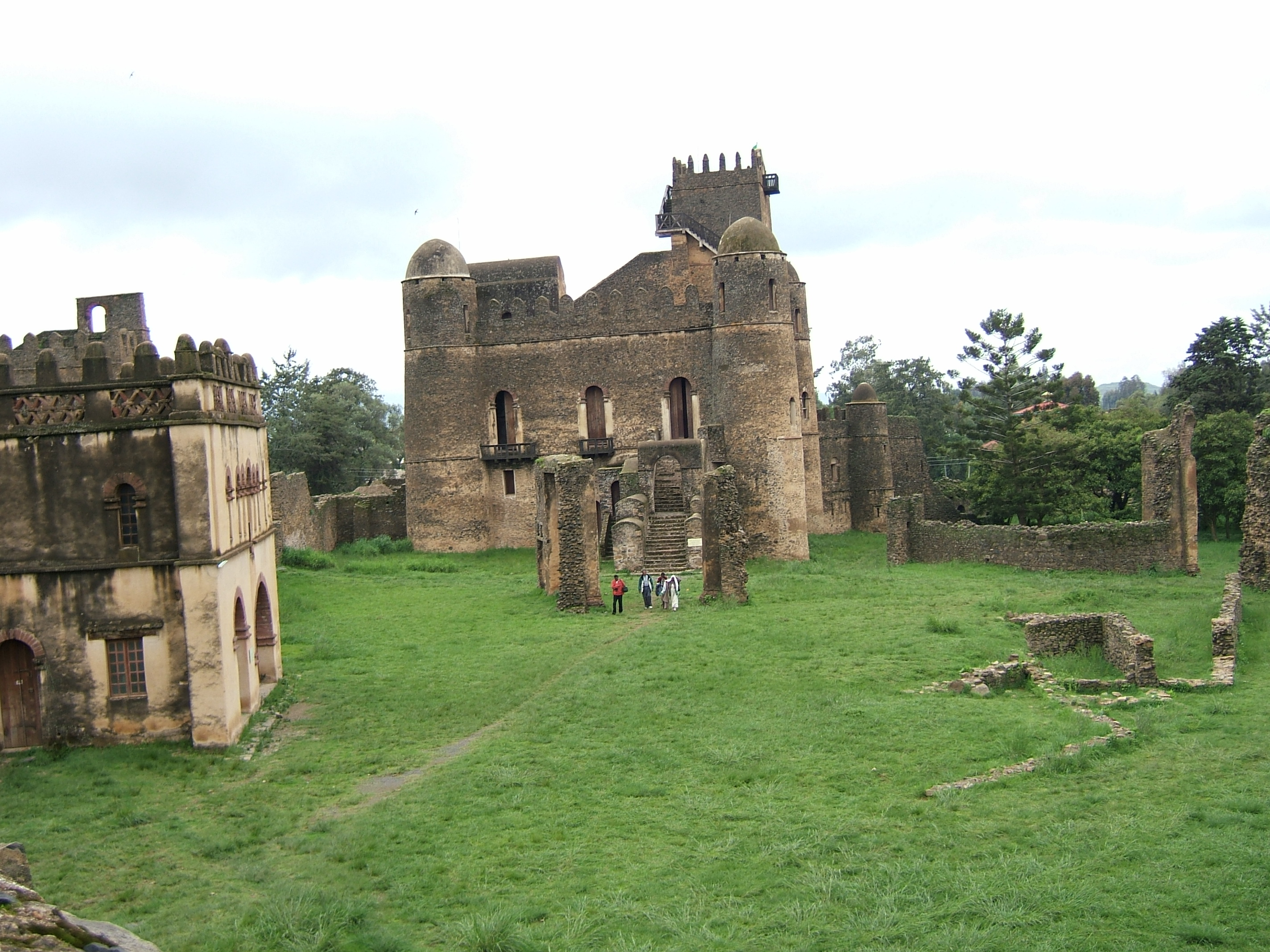
ゴンダール地域のファジル・ゲビ - （1979年、文化遺産）
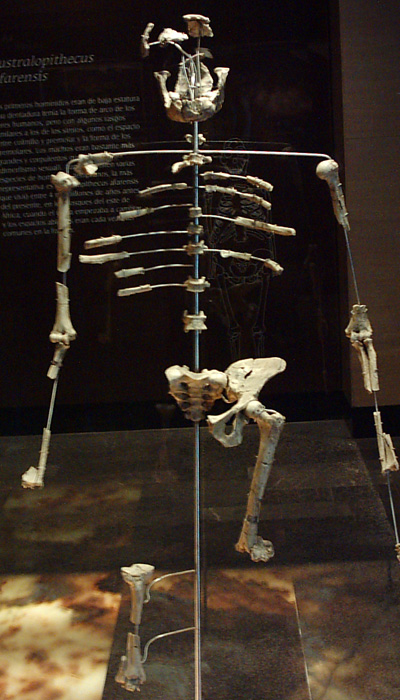
アワッシュ川下流域 - （1980年、文化遺産）
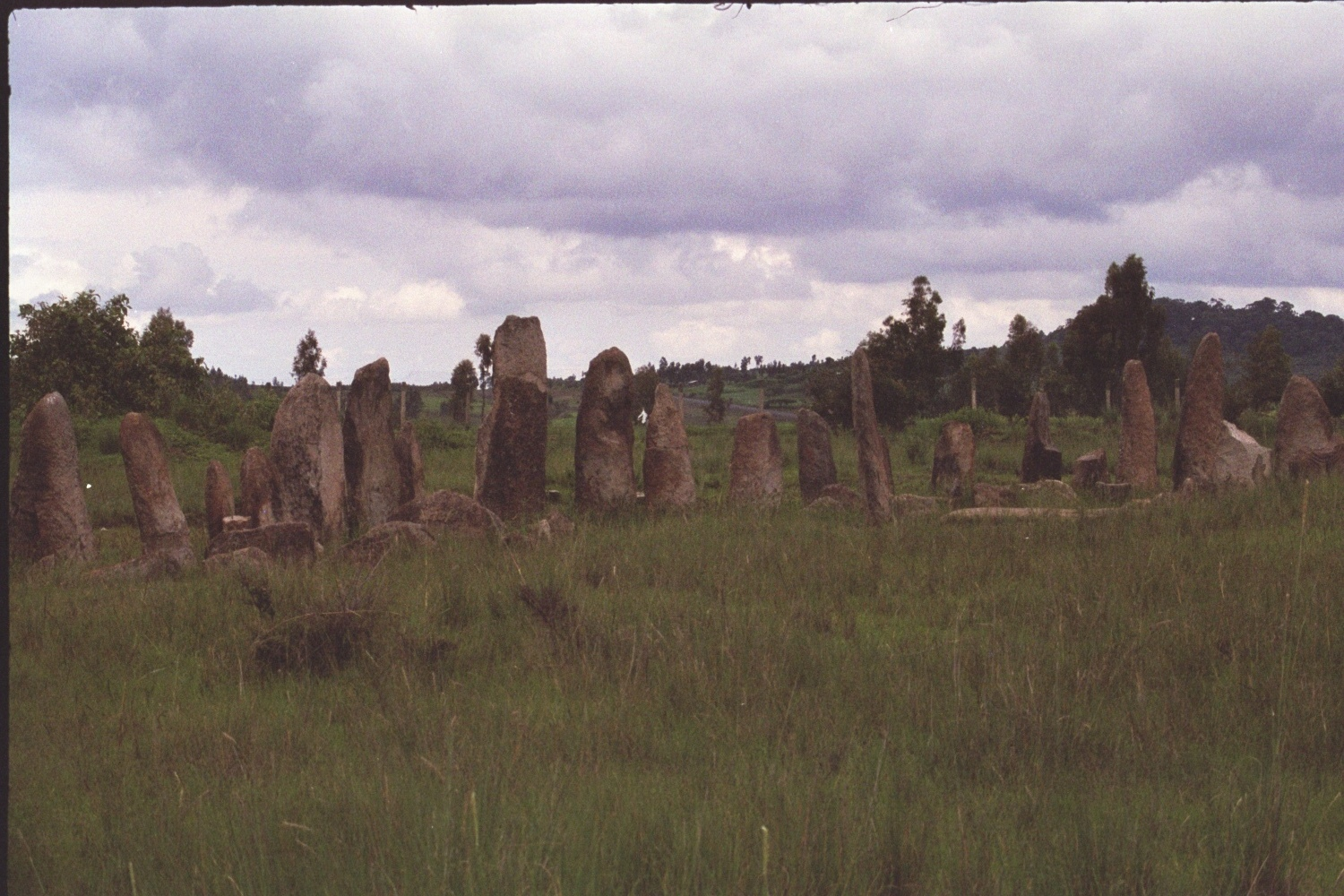
ティヤ - （1980年、文化遺産）
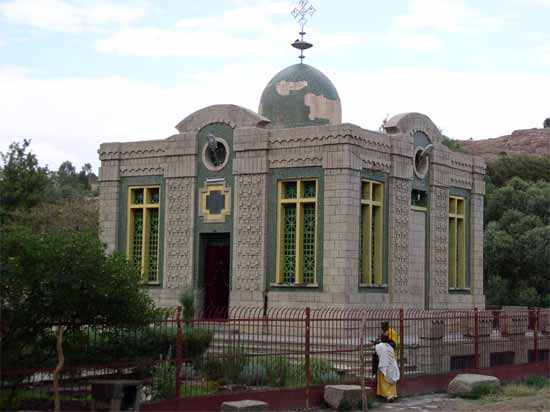
アクスム- （1980年、文化遺産）
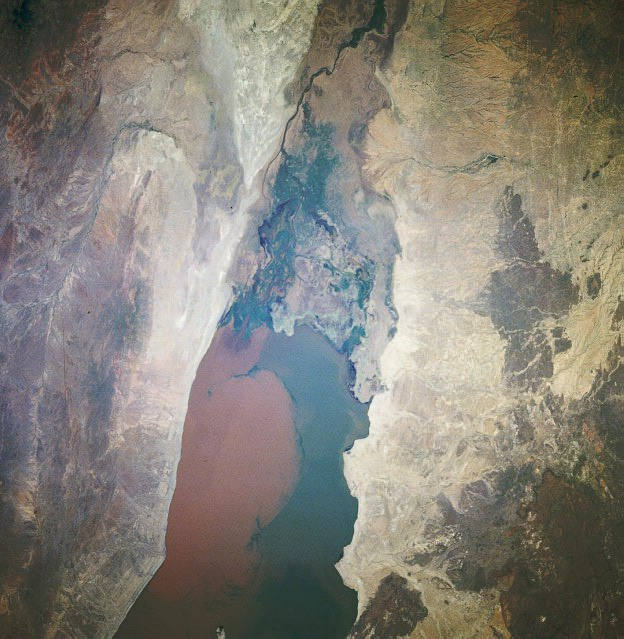
オモ川下流域 - （1980年、文化遺産）
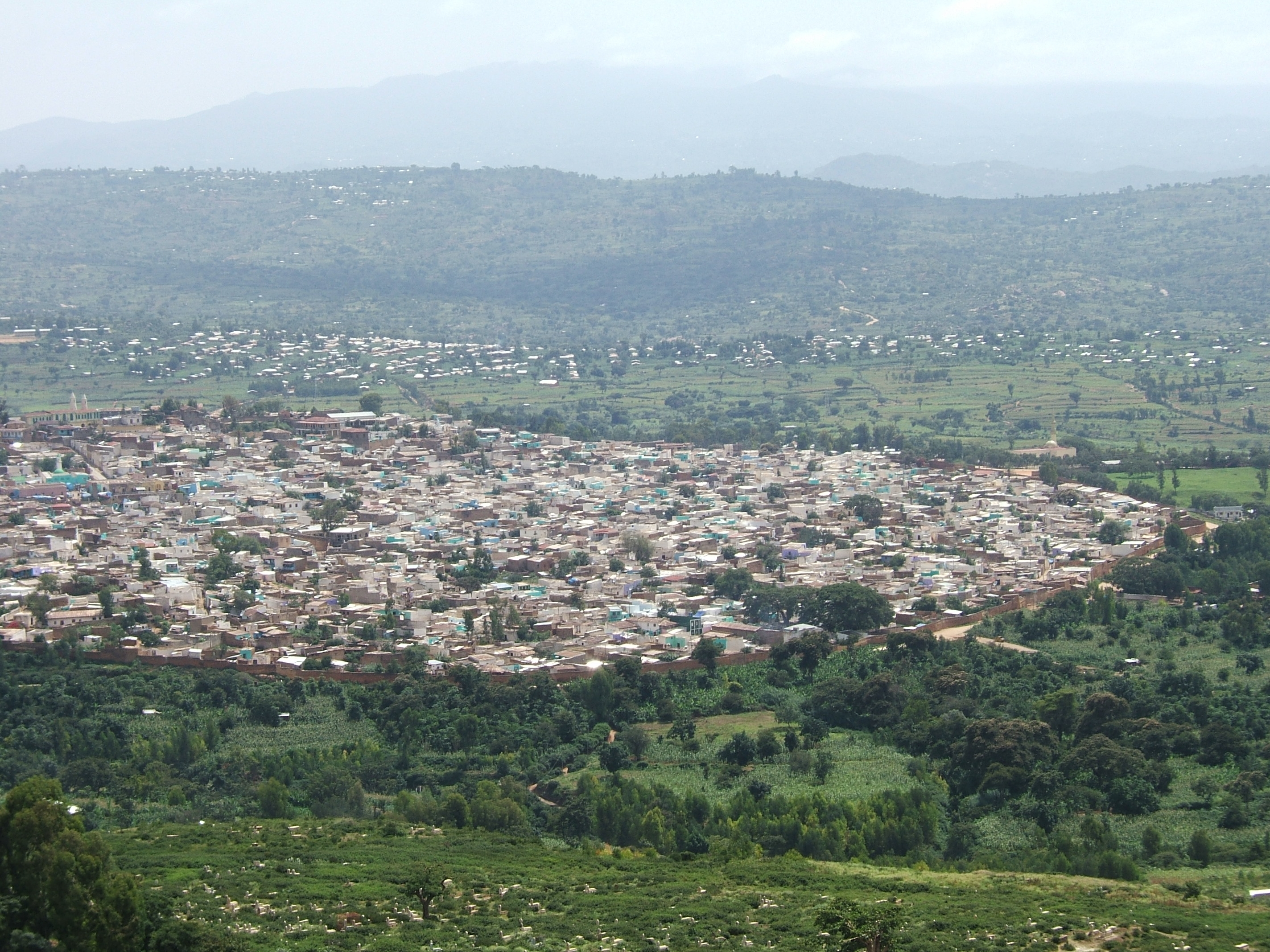
歴史的城塞都市ハラール・ジュゴル -（2006年、文化遺産）

### 祝祭日
| 日付     | 日本語表記                   | 現地語表記  | 備考    |
| -------- | ---------------------------- | ----------- | ------- |
| 1月7日   | エチオピア正教会のクリスマス | Ledet       | [ 30 ]  |
| 1月19日  | 神現祭                       | Timket      | [ 178 ] |
| 2月2日   | イード・アル＝アドハー       | Eid-ul-Adha |         |
| 3月2日   | アドワの戦い記念日           |             | [ 178 ] |
| 移動祭日 | エチオピア正教会の聖金曜日   |             |         |
| 移動祭日 | エチオピア正教会の復活大祭   | Fasika      |         |
| 5月2日   |                              | Mulud       |         |
| 5月5日   | 愛国の日                     |             | [ 178 ] |
| 5月28日  | 軍政終結記念日               |             | [ 178 ] |
| 9月11日  | エチオピアの元日             |             | [ 178 ] |
| 9月27日  | 十字架挙栄祭（マスカル）     |             | [ 178 ] |
| 11月14日 | ラマダンの終わり             | Eid-al-Fitr |         |

### スポーツ
サッカー
エチオピアでも他のアフリカ諸国同様にサッカーが最も人気のスポーツであり、1944年にサッカーリーグのエチオピアン・プレミアリーグが創設された。エチオピアサッカー連盟によって構成されるサッカーエチオピア代表は、これまでFIFAワールドカップには未出場である。しかしアフリカネイションズカップには11度出場しており、自国開催となった1962年大会では初優勝に輝いている。
陸上競技
エチオピアはオリンピックの陸上競技でメダルを多く獲得している。高原は「自然のトレーニング場」と呼ばれ、心肺機能を育み、陸上競技で有利に立てる。アベベ・ビキラが有名で、2回金メダルを獲得した。マモ・ウォルデ、ゲザハン・アベラ、ファツマ・ロバは、いずれも金メダリストのエチオピア人である。
オリンピック
エチオピア国内で最も人気のあるスポーツはサッカーであるが、エチオピアが最も強いスポーツは陸上競技、特にマラソンなどの長距離走である。オリンピックでは通算金メダル23個・銀メダル12個・銅メダル23個を獲得しているが、これは全て陸上競技によって獲得したものである。

## 著名な出身者
- テドロス・アダノム - 世界保健機関（WHO）事務局長
- ティムニット・ゲブル - 人工知能研究者
- アベベ・ビキラ - 陸上競技選手
- デラルツ・ツル - 陸上競技選手
- ファツマ・ロバ - 陸上競技選手
- エルバン・アベイレゲッセ - 陸上競技選手
- マモ・ウォルデ - 陸上競技選手
- メセレト・デファー - 陸上競技選手
- ハイレ・ゲブレセラシェ - 陸上競技選手
- ケネニサ・ベケレ - 陸上競技選手
- シレシ・シヒネ - 陸上競技選手
- タリク・ベケレ - 陸上競技選手
- シメリス・ベケレ（英語版） - サッカー選手
- ゲタネー・ケベデ（英語版） - サッカー選手